# Österreichische Fußballmeisterschaft 2008/09
Die österreichische Fußballmeisterschaft 2008/09 der Herren bestand aus der 98. Auflage einer höchsten österreichischen Profi-Meisterschaft (Bundesliga) sowie aus einer 34. Auflage einer zweithöchsten Spielklasse (Erste Liga). Die Bundesliga begann am 8. Juli 2008 und endete am 31. Mai 2009 mit der 36. Bundesligarunde. Auftaktspiel war das Match zwischen dem SK Sturm Graz und dem Meister der Saison 2007/08 SK Rapid Wien in der Grazer UPC-Arena. Österreichischer Meister wurde der Vorjahres-Vizemeister FC Red Bull Salzburg, der bereits zwei Runden vor Saisonende als neuer Titelträger feststand. Es war der fünfte Titel für die Salzburger und der zweite seit der Übernahme des Vereins durch die Red Bull GmbH. In dieser Saison wurden ein neuer Saison-Torrekord der höchsten Spielklasse sowie ein neuer gemeinsamer Zuschauerrekord der höchsten und zweithöchsten Stufe erreicht. Meister der zweithöchsten Spielklasse, die am 11. Juli 2008 mit allen fünf Partien begann und am 29. Mai 2009 endete, wurde der 2008 neu formierte SC Magna Wiener Neustadt. Meister der ÖFB-Frauenliga wurde 2008/09 der SV Neulengbach.

## Saisonverlauf
In der höchsten Spielklasse, der tipp3-Bundesliga, spielten zehn Teams um drei internationale Startplätze, einen Champions-League-Platz (zweite Qualifikationsrunde) und zwei Europa-League-Plätze (zweite Qualifikationsrunde). Darüber hinaus musste der Letztplatzierte in die zweithöchste Liga, die ADEG Erste Liga, absteigen. Während Red Bull Salzburg sich mit dem Meistertitel den Champions-League-Platz sicherte, bekamen Vizemeister Rapid Wien und der Viertplatzierte Sturm Graz einen Startplatz in der neu gestalteten Europa-League-Qualifikation. Die Grazer erhielten nur deshalb einen internationalen Startplatz, weil der Meisterschaftsdritte Austria Wien als Sieger im ÖFB-Cup automatisch in der Europa-League-Qualifikation (dritte Qualifikationsrunde) startberechtigt ist. Im Kampf gegen den Abstieg kam es im letzten Quartal zu einem Duell, in dem die SV Mattersburg gegenüber dem SCR Altach knapp die Oberhand behielt und somit weiter in der höchsten Spielklasse blieb. Torschützenkönig wurde Marc Janko (Red Bull Salzburg), der mit seinen 39 Toren den bisherigen Bundesliga-Rekord von Hans Krankl (41 Tore) knapp verfehlte. Janko hatte im Bereich der UEFA damit zwar die meisten Tore erzielt, landete jedoch in der Europawertung um den Goldenen Schuh auf Grund der Punkteregel „nur“ auf dem dritten Platz.
In der ADEG Ersten Liga spielten zwölf Teams um einen Aufstiegsplatz in die Bundesliga. Des Weiteren mussten die drei letztplatzierten Vereine je nach Zugehörigkeit in die Regionalligen Ost, Mitte oder West absteigen. Der vom Großindustriellen Frank Stronach gesponserte SC Magna Wiener Neustadt, der im Sommer 2008 die Lizenz vom SC Schwanenstadt übernommen hatte, sicherte sich eine Runde vor Schluss vor dem FC Wacker Innsbruck den Meistertitel in der Ersten Liga, welcher mit dem Aufstieg in die Bundesliga verbunden war. Von den Aufsteigern behauptete sich nur der SKN St. Pölten mit einem fünften Platz in der Ersten Liga, während die anderen beiden Aufsteiger, der SV Grödig und der 1. FC Vöcklabruck, gemeinsam mit dem im Februar in den Konkurs geschlitterten Traditionsverein DSV Leoben den Weg zurück in die jeweiligen Regionalligen antreten mussten. Torschützenkönig wurde der Brasilianer Diego Viana vom SV Grödig mit 20 Treffern.
In den drei Regionalligen spielten je 16 Klubs um je einen Aufstiegsplatz in die Erste Liga. Zudem mussten die jeweils drei letztplatzierten Mannschaften nach Zuordnung in eine der neun Landesligen absteigen. Da aus der Ersten Liga allerdings kein Verein in die Regionalliga Ost, dafür aber zwei in die Regionalliga Mitte abstiegen, gab es in der Regionalliga Ost nur zwei Abstiegsplätze, während es in der Regionalliga Mitte vier waren. In der Regionalliga Ost sicherte sich der Traditionsverein First Vienna FC 1894 den Meistertitel und kehrt damit nach acht Jahren wieder in die zweithöchste Spielklasse zurück. In der Regionalliga Mitte kam es zu einer Meisterentscheidung am letzten Spieltag in einem Fernduell, das der TSV Hartberg gegenüber dem Grazer AK dank der am Ende um zwei Treffer besseren Tordifferenz für sich entschied. Die Hartberger kehren damit zwei Jahre nach ihrem Abstieg aus der Ersten Liga wieder dorthin zurück. In der Regionalliga West ging der Meistertitel an den FC Dornbirn 1913, der damit nach dem 1989 erfolgten Abstieg in tiefere Regionen wieder der zweithöchsten Liga angehört. Torschützenkönig der Regionalliga Ost wurde Osman Bozkurt (First Vienna FC 1894) mit 26 Toren, der Regionalliga Mitte Robert Lenz (FC Wels) mit 20 Toren und der Regionalliga West Armin Hobel (WSG Wattens) mit 35 Toren.

## Erste Leistungsstufe – Bundesliga

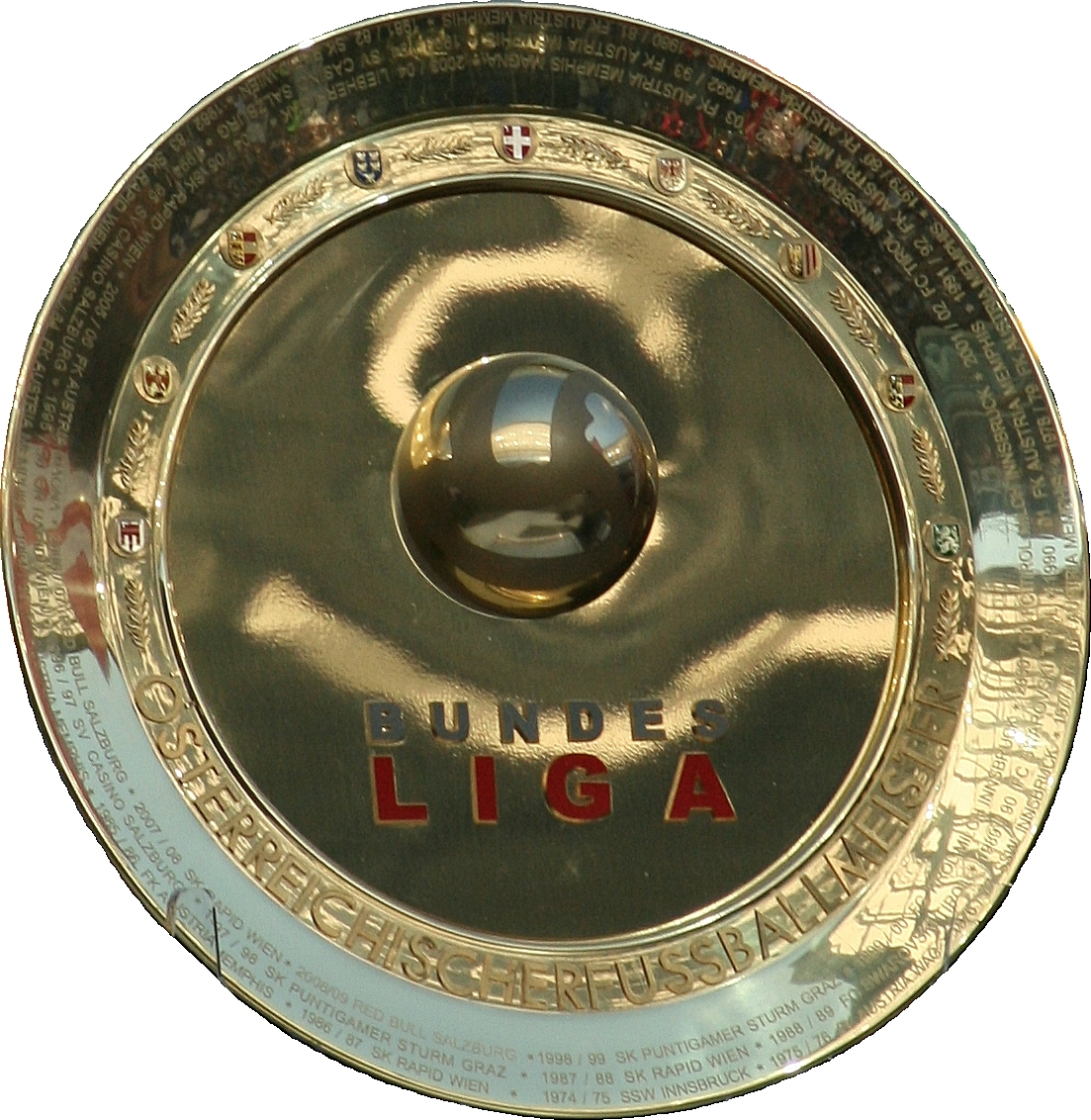
Meisterteller der österreichischen Fußball-Bundesliga

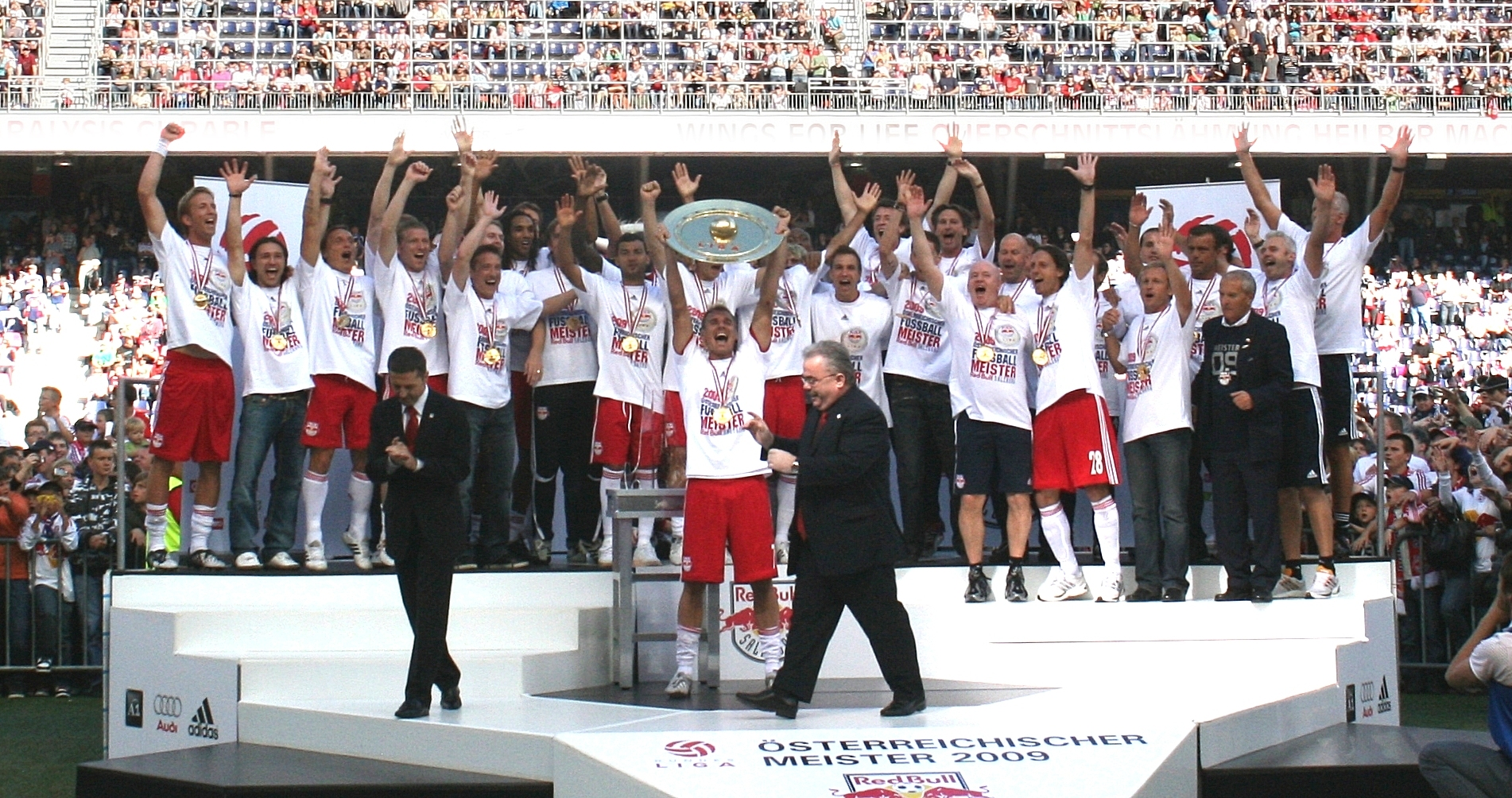
Der Kapitän des FC Red Bull Salzburg, Alexander Zickler, stemmt den Meisterteller in die Höhe

Die Bundesliga, die höchste Spielklasse im österreichischen Fußball, wurde in der Saison 2008/09 zum insgesamt 89. Mal ausgetragen. Der Sponsor-Name der Bundesliga änderte sich ab dieser Saison von T-Mobile Bundesliga in tipp3-Bundesliga powered by T-Mobile, da der österreichische Sportwetten-Anbieter tipp3 als neuer Hauptsponsor T-Mobile ablöste. Das Mobilfunkunternehmen blieb der Bundesliga als Subsponsor erhalten.
Erstmals seit 41 Jahren war die Kapfenberger SV wieder in Österreichs höchster Spielklasse vertreten. Die Obersteirer ersetzten den FC Wacker Innsbruck, der 2007/08 aus der Bundesliga abgestiegen war.
Der Pay-TV-Sender Premiere hatte die Rechte, alle Spiele in voller Länge zu zeigen. Während freitags und sonntags jeweils eine Einzelpartie live über die volle Spiellänge zu sehen war, zeigte Premiere die restlichen drei Samstags-Spiele in einer Konferenzschaltung. Daneben hatte der öffentlich-rechtliche ORF die Rechte jeweils das „Topspiel der Runde“ als Einzelpartie immer sonntags zu übertragen (bei Spielen unter der Woche war dies das Dienstags-Spiel). Weiters durfte der ORF eine 45-minütige Zusammenfassung von den restlichen vier Partien pro Runde zeigen, was meist im Rahmen der Sendung Sport am Sonntag zusammen mit einem ORF-Fußballexperten gemacht wurde.
Im „Topspiel der Runde“ war Red Bull Salzburg am häufigsten zu sehen (18 Mal), hingegen die SV Mattersburg nur einmal, so wenig wie keine andere Mannschaft.

### Modus
In der Saison 2008/09 traten wie in vergangenen Jahren zehn Klubs in insgesamt 36 Runden gegeneinander an. Jedes Team spielte hierbei zweimal zu Hause und zweimal auswärts gegen jedes der neun anderen Teams. In der tipp3-Bundesliga spielten die zehn Teams um drei internationale Startplätze, einen Champions-League-Platz und zwei Europa-League-Plätze. Darüber hinaus musste der Letztplatzierte in die zweithöchste Liga, die ADEG Erste Liga, absteigen. Der Meister FC Red Bull Salzburg ist berechtigt an der Qualifikation zur UEFA Champions League der Saison 2009/10 teilzunehmen (zweite Qualifikationsrunde). Der Zweitplatzierte SK Rapid Wien, der Viertplatzierte SK Sturm Graz (beide in zweiter Qualifikationsrunde) sowie der ÖFB-Cup-Sieger FK Austria Wien (dritte Qualifikationsrunde) durften an der Qualifikation zur UEFA Europa League derselben Saison teilnehmen. Aufgrund des Cup-Sieges der drittplatzierten Austria Wien wurde der Qualifikationsplatz für die Europa League an den Viertplatzierten Sturm Graz weitergereicht. Der Letztplatzierte SCR Altach stieg in die zweithöchste Spielklasse, die Erste Liga, ab.

### Saisonverlauf
Die Bundesligasaison 2008/09 wurde von Red Bull Salzburg dominiert. Hatte der Verein im ersten Quartal noch Startschwierigkeiten, setzte sich die Mannschaft ab der 14. Runde bis zum Ende der Saison auf Platz eins fest, wodurch sich der Klub insgesamt 25 Mal auf diesem Rang positionierte. Direkte Gegner von Red Bull Salzburg im Meisterkampf waren die beiden Wiener Vereine Rapid und Austria sowie Sturm Graz. Allerdings waren Red Bull Salzburg und Rapid Wien in der 28. Runde schließlich imstande sich für den Rest der Spiele abzusetzen. Den kleinen Punkterückstand machten die Wiener jedoch nicht mehr gut und konnten somit den Titel aus der Saison 2007/08 nicht erfolgreich verteidigen.
Im Abstiegskampf befanden sich anfangs die SV Mattersburg, die Kapfenberger SV, Austria Kärnten und der SCR Altach. Die Kärntner waren in der Lage sich schon nach wenigen Runden abzusetzen und positionierten sich während der restlichen Saison im Mittelfeld, sodass die Kärntner trotz eines schwachen letzten Quartales am Saisonende auf dem sechsten Rang landeten. Die Mannschaft der Kapfenberger SV erzielte ab der 19. Runde wesentlich bessere Ergebnisse und der Mannschaft war es deshalb möglich, sich von den beiden anderen Vereinen zunehmend abzusetzen. Für den Rest der Saison duellierte sich der Klub mit dem LASK Linz um den siebten Tabellenrang, schlussendlich platzierten sich die Linzer jedoch vor der Kapfenberger SV. Die SV Mattersburg und der SCR Altach konnten sich im letzten Quartal wesentlich steigern, jedoch mussten die Altacher, welche insgesamt 26 Mal die „rote Laterne“ trugen, am Ende der Saison in die zweithöchste Spielklasse absteigen.
Die SV Ried positionierte sich im Saisonverlauf vornehmlich im Mittelfeld und qualifizierte sich durch eine sehr starke Frühjahrsleistung beinahe für einen internationalen Startplatz. Die Mannschaft blieb als einzige im eigenen Stadion ungeschlagen und war zudem das Team mit den wenigsten Gegentreffern.

### Transfers
Die meisten Zugänge verzeichneten die Kapfenberger SV sowie die Austria Kärnten mit jeweils 17 Spielern. 19 Spieler verließen während der gesamten Saison die Kärntner Austria, so viele wie bei keinem anderen Team. Eine stark veränderte Mannschaft boten Austria Wien, Sturm Graz und Austria Kärnten auf. Erstmals trat mit Sun Xiang ein Chinese in der Bundesliga auf.
Unter den Zugängen befanden sich Spieler wie Georg Koch (zu Rapid Wien), Kevin Bobson, Barry Opdam, Robin Nelisse, Anis Boussaïdi, Somen Tchoyi, Mejdi Traoui (alle zu Red Bull Salzburg), Mamadou Diabang, Sun Xiang (beide zu Austria Wien), Markus Weissenberger, Thomas Prager (beide zum LASK Linz), Stefan Lexa (zur SV Ried), Aílton und Zé Elias (beide zum SCR Altach).
Unter den Abgängen befanden sich unter anderem Jürgen Säumel (zum FC Turin), Christian Fuchs (zum VfL Bochum), Hans-Peter Berger (zu Leixões SC) und Roland Kirchler (zu WSG Swarovski Wattens). Dietmar Kühbauer (SV Mattersburg) beendete seine Karriere vor Saisonbeginn. Nach der 35. Runde beendeten Ivica Vastić und Michael Baur ebenfalls ihre Karrieren (beide LASK Linz).
Mit Co Adriaanse (Red Bull Salzburg), Karl Daxbacher (Austria Wien) und Andrej Panadić (LASK Linz) waren drei neue Trainer zu Saisonbeginn vertreten. Die SV Ried hat sich vom designierten neuen Trainer Georg Zellhofer noch vor der ersten Runde getrennt, für ein Spiel übernahm der spätere Co-Trainer Gerhard Schweitzer, ab Runde zwei verpflichtete man Paul Gludovatz. Am 4. September übernahm Urs Schönenberger das Traineramt von Heinz Fuchsbichler beim SCR Altach. Dieser wurde während der Winterpause, am 12. Jänner 2009 durch Georg Zellhofer ersetzt. Am 27. Oktober wurde Panadić beim LASK Linz als Trainer entlassen und an dessen Stelle Klaus Lindenberger eingestellt. Der Verein enthob ihn nach einer langen Negativserie und ersetzte gegen Ende März durch Hans Krankl.

### Abschlusstabelle
| Pl. | Verein                | Sp. | S  | U  | N  | Tore    | Diff. | Punkte |
| --- | --------------------- | --- | -- | -- | -- | ------- | ----- | ------ |
| 1.  | FC Red Bull Salzburg  | 36  | 23 | 5  | 8  | 086:500 | +36   | 74     |
| 2.  | SK Rapid Wien (M) (S) | 36  | 21 | 7  | 8  | 089:430 | +46   | 70     |
| 3.  | FK Austria Wien       | 36  | 17 | 11 | 8  | 059:460 | +13   | 62     |
| 4.  | SK Sturm Graz         | 36  | 17 | 9  | 10 | 068:450 | +23   | 60     |
| 5.  | SV Ried               | 36  | 17 | 9  | 10 | 058:380 | +20   | 60     |
| 6.  | SK Austria Kärnten    | 36  | 11 | 8  | 17 | 047:570 | −10   | 41     |
| 7.  | LASK Linz             | 36  | 11 | 4  | 21 | 035:670 | −32   | 37     |
| 8.  | Kapfenberger SV (N)   | 36  | 10 | 6  | 20 | 048:810 | −33   | 36     |
| 9.  | SV Mattersburg        | 36  | 8  | 9  | 19 | 042:710 | −29   | 33     |
| 10. | SCR Altach            | 36  | 8  | 6  | 22 | 056:900 | −34   | 30     |

| (M) | Österreichischer Meister 2007/08                                                       |
| (C) | ÖFB-Cup 2007/08 wurde als ÖFB-Amateurcup ausgetragen                                   |
| (S) | ÖFB-Supercup-Sieger 2008 der Saison 2007/08 (gegen den ÖFB-Amateur-Cup Sieger SV Horn) |
| (N) | Aufsteiger der Saison 2007/08                                                          |

| Pl. | Verein                | Sp. | S  | U | N | Tore    | Diff. | Punkte |
| --- | --------------------- | --- | -- | - | - | ------- | ----- | ------ |
| 1.  | FC Red Bull Salzburg  | 18  | 16 | 0 | 2 | 055:200 | +35   | 48     |
| 2.  | SV Ried               | 18  | 14 | 4 | 0 | 040:900 | +31   | 46     |
| 3.  | SK Rapid Wien (M) (S) | 18  | 13 | 3 | 2 | 052:180 | +34   | 42     |
| 4.  | FK Austria Wien       | 18  | 12 | 5 | 1 | 041:160 | +25   | 41     |
| 5.  | SK Sturm Graz         | 18  | 11 | 6 | 1 | 038:120 | +26   | 39     |
| 6.  | SK Austria Kärnten    | 18  | 7  | 4 | 7 | 025:220 | +3    | 25     |
| 7.  | SV Mattersburg        | 18  | 7  | 4 | 7 | 032:350 | −3    | 25     |
| 8.  | Kapfenberger SV (N)   | 18  | 7  | 4 | 7 | 027:300 | −3    | 25     |
| 9.  | LASK Linz             | 18  | 7  | 2 | 9 | 021:300 | −9    | 23     |
| 10. | SCR Altach            | 18  | 5  | 5 | 8 | 030:350 | −5    | 20     |

| Pl. | Verein                | Sp. | S | U | N  | Tore    | Diff. | Punkte |
| --- | --------------------- | --- | - | - | -- | ------- | ----- | ------ |
| 1.  | SK Rapid Wien (M) (S) | 18  | 8 | 4 | 6  | 037:250 | +12   | 28     |
| 2.  | FC Red Bull Salzburg  | 18  | 7 | 5 | 6  | 031:300 | +1    | 26     |
| 3.  | SK Sturm Graz         | 18  | 6 | 3 | 9  | 030:330 | −3    | 21     |
| 4.  | FK Austria Wien       | 18  | 5 | 6 | 7  | 018:300 | −12   | 21     |
| 5.  | SK Austria Kärnten    | 18  | 4 | 4 | 10 | 022:350 | −13   | 16     |
| 6.  | SV Ried               | 18  | 3 | 5 | 10 | 018:290 | −11   | 14     |
| 7.  | LASK Linz             | 18  | 4 | 2 | 12 | 014:370 | −23   | 14     |
| 8.  | Kapfenberger SV (N)   | 18  | 3 | 2 | 13 | 021:510 | −30   | 11     |
| 9.  | SCR Altach            | 18  | 3 | 1 | 14 | 026:550 | −29   | 10     |
| 10. | SV Mattersburg        | 18  | 1 | 5 | 12 | 010:360 | −26   | 08     |

### Ergebnisse
Insgesamt gab es 143 Siege beziehungsweise Niederlagen sowie 37 Unentschieden. Mit 23 Siegen war Red Bull Salzburg dabei am häufigsten erfolgreich. Hingegen siegten die SV Mattersburg und der SCR Altach nur je achtmal. Die meisten Niederlagen (23) musste der SCR Altach einstecken, die wenigsten (je 8) Red Bull Salzburg, Rapid Wien und Austria Wien. Die meisten Remis erreichte die SV Mattersburg mit 14, die wenigsten Rapid Wien mit sechs.
Die längste Siegesserie mit sieben Siegen in Folge behaupteten Red Bull Salzburg (10. bis 16. Runde) sowie Sturm Graz (12. bis 18. Runde) für sich. Sturm Graz erreichte mit drei Remis hintereinander überdies die längste Unentschiedenserie zwischen der 32. und 34. Runde. Der LASK Linz musste hingegen zwischen der 12. und 20. Runde neun Niederlagen in Serie einstecken.
Die Kreuztabelle stellt die einzelnen Ergebnisse dar. In der mittleren Spalte steht die Heimmannschaft, in der obersten Reihe die Auswärtsmannschaft.
| Hinrunde (Runden 1–18) | Hinrunde (Runden 1–18) | Hinrunde (Runden 1–18) | Hinrunde (Runden 1–18) | Hinrunde (Runden 1–18) | Hinrunde (Runden 1–18) | Hinrunde (Runden 1–18) | Hinrunde (Runden 1–18) | Hinrunde (Runden 1–18) | Hinrunde (Runden 1–18) | 2008/09            | Rückrunde (Runden 19–36) | Rückrunde (Runden 19–36) | Rückrunde (Runden 19–36) | Rückrunde (Runden 19–36) | Rückrunde (Runden 19–36) | Rückrunde (Runden 19–36) | Rückrunde (Runden 19–36) | Rückrunde (Runden 19–36) | Rückrunde (Runden 19–36) | Rückrunde (Runden 19–36) |
| ---------------------- | ---------------------- | ---------------------- | ---------------------- | ---------------------- | ---------------------- | ---------------------- | ---------------------- | ---------------------- | ---------------------- | ------------------ | ------------------------ | ------------------------ | ------------------------ | ------------------------ | ------------------------ | ------------------------ | ------------------------ | ------------------------ | ------------------------ | ------------------------ |
|                        |                        | Austria Wien           | Sturm Graz             | SV Mattersburg         |                        | SV Ried                | SCR Altach             |                        |                        | Verein             |                          |                          | Austria Wien             | Sturm Graz               | SV Mattersburg           |                          | SV Ried                  | SCR Altach               |                          |                          |
|                        | 2:2                    | 3:0                    | 2:1                    | 1:0                    | 5:0                    | 1:1                    | 5:1                    | 1:0                    | 3:1                    | SK Rapid Wien      |                          | 4:2                      | 3:2                      | 0:1                      | 2:3                      | 1:1                      | 1:0                      | 8:1                      | 4:2                      | 6:0                      |
| 1:0                    |                        | 5:1                    | 3:1                    | 6:0                    | 1:0                    | 2:1                    | 3:0                    | 4:1                    | 7:3                    | Red Bull Salzburg  | 2:1                      |                          | 4:1                      | 2:1                      | 2:0                      | 2:1                      | 2:0                      | 1:4                      | 6:0                      | 2:5                      |
| 2:0                    | 3:2                    |                        | 1:3                    | 2:1                    | 5:0                    | 3:1                    | 2:1                    | 1:1                    | 0:0                    | FK Austria Wien    | 2:2                      | 1:1                      |                          | 2:0                      | 0:0                      | 4:0                      | 3:1                      | 4:1                      | 4:1                      | 2:1                      |
| 3:1                    | 2:2                    | 0:0                    |                        | 3:0                    | 2:0                    | 3:0                    | 6:0                    | 3:0                    | 2:0                    | SK Sturm Graz      | 2:2                      | 2:0                      | 2:2                      |                          | 1:0                      | 2:0                      | 1:1                      | 3:1                      | 0:0                      | 1:3                      |
| 0:1                    | 1:2                    | 0:0                    | 5:6                    |                        | 1:4                    | 2:1                    | 3:1                    | 0:0                    | 2:1                    | SV Mattersburg     | 0:3                      | 2:4                      | 0:2                      | 0:0                      |                          | 3:1                      | 2:2                      | 5:4                      | 3:2                      | 3:1                      |
| 2:5                    | 0:2                    | 0:1                    | 0:3                    | 2:1                    |                        | 2:1                    | 1:3                    | 3:2                    | 2:0                    | LASK Linz          | 0:2                      | 0:3                      | 4:0                      | 1:0                      | 0:0                      |                          | 0:3                      | 2:0                      | 0:2                      | 2:2                      |
| 1:0                    | 2:2                    | 3:1                    | 4:1                    | 0:0                    | 3:0                    |                        | 3:0                    | 0:0                    | 2:1                    | SV Ried            | 3:0                      | 3:0                      | 0:0                      | 3:2                      | 4:0                      | 1:0                      |                          | 3:2                      | 2:0                      | 3:0                      |
| 2:7                    | 3:4                    | 0:1                    | 1:0                    | 2:2                    | 1:3                    | 0:1                    |                        | 0:3                    | 3:0                    | SCR Altach         | 1:1                      | 1:2                      | 2:1                      | 1:1                      | 4:1                      | 1:1                      | 1:1                      |                          | 2:5                      | 5:1                      |
| 3:3                    | 1:0                    | 0:1                    | 0:2                    | 2:0                    | 1:0                    | 1:1                    | 2:1                    |                        | 6:0                    | SK Austria Kärnten | 1:3                      | 2:0                      | 1:1                      | 4:2                      | 0:0                      | 0:1                      | 1:2                      | 0:3                      |                          | 0:2                      |
| 0:2                    | 1:1                    | 2:2                    | 1:3                    | 2:1                    | 0:1                    | 2:0                    | 3:2                    | 0:2                    |                        | Kapfenberger SV    | 0:4                      | 0:2                      | 1:2                      | 3:3                      | 3:1                      | 4:1                      | 2:1                      | 1:1                      | 2:1                      |                          |

Außergewöhnliches schaffte Andreas Ulmer, der während der gesamten Saison 37 Spiele absolvierte, obwohl üblicherweise nur 36 Partien möglich sind. Grund dafür ist sein Wechsel von SV Ried nach Red Bull Salzburg. Da er während der Herbstsaison alle 22 Spiele für die SV Ried durchspielte und Red Bull Salzburg in der Frühjahrssaison noch ein Nachtragsspiel zu bestreiten hatte, kam Ulmer in diesem Nachtragsspiel der 22. Runde der Salzburger bei zwei unterschiedlichen Vereinen zum Einsatz.
| Datum            | 1. Runde                           | Ergebnis  |
| ---------------- | ---------------------------------- | --------- |
| Mi, 09. 07. 2008 | SV Ried – SCR Altach               | 3:0 (1:0) |
| Mi, 09. 07. 2008 | Kapfenberger SV – LASK Linz        | 0:1 (0:1) |
| Mi, 09. 07. 2008 | Red Bull Salzburg – SV Mattersburg | 6:0 (4:0) |
| Mi, 09. 07. 2008 | Austria Wien – Austria Kärnten     | 1:1 (0:1) |
| Di, 08. 07. 2008 | Sturm Graz – Rapid Wien            | 3:1 (2:0) |

| Datum            | 2. Runde                       | Ergebnis  |
| ---------------- | ------------------------------ | --------- |
| Sa, 12. 07. 2008 | SCR Altach – LASK Linz         | 1:3 (0:2) |
| Sa, 12. 07. 2008 | Rapid Wien – Red Bull Salzburg | 2:2 (2:2) |
| So, 13. 07. 2008 | Kapfenberger SV – Austria Wien | 2:2 (0:1) |
| Mi, 06. 08. 2008 | Austria Kärnten – Sturm Graz   | 0:2 (0:1) |
| Sa, 12. 07. 2008 | SV Mattersburg – SV Ried       | 2:1 (1:1) |

| Datum            | 3. Runde                       | Ergebnis  |
| ---------------- | ------------------------------ | --------- |
| Sa, 19. 07. 2008 | Rapid Wien – Austria Kärnten   | 1:0 (0:0) |
| Fr, 18. 07. 2008 | SV Ried – Kapfenberger SV      | 2:1 (1:1) |
| So, 20. 07. 2008 | LASK Linz – Austria Wien       | 0:1 (0:0) |
| So, 20. 07. 2008 | Red Bull Salzburg – SCR Altach | 3:0 (1:0) |
| Mi, 23. 07. 2008 | Sturm Graz – SV Mattersburg    | 3:0 (1:0) |

| Datum            | 4. Runde                            | Ergebnis  |
| ---------------- | ----------------------------------- | --------- |
| Di, 29. 07. 2008 | SCR Altach – Sturm Graz             | 1:0 (1:0) |
| Sa, 26. 07. 2008 | Austria Wien – SV Ried              | 3:1 (2:1) |
| So, 27. 07. 2008 | Kapfenberger SV – Red Bull Salzburg | 1:1 (1:0) |
| Fr, 25. 07. 2008 | LASK Linz – Austria Kärnten         | 3:2 (3:0) |
| Sa, 26. 07. 2008 | SV Mattersburg – Rapid Wien         | 0:1 (0:1) |

| Datum            | 5. Runde                      | Ergebnis  |
| ---------------- | ----------------------------- | --------- |
| Sa, 02. 08. 2008 | Rapid Wien – Kapfenberger SV  | 3:1 (1:0) |
| So, 03. 08. 2008 | SV Ried – Austria Kärnten     | 0:0       |
| So, 03. 08. 2008 | Red Bull Salzburg – LASK Linz | 1:0 (0:0) |
| So, 03. 08. 2008 | Sturm Graz – Austria Wien     | 0:0       |
| Fr, 01. 08. 2008 | SV Mattersburg – SCR Altach   | 3:1 (2:0) |

| Datum            | 6. Runde                         | Ergebnis  |
| ---------------- | -------------------------------- | --------- |
| Sa, 09. 08. 2008 | SCR Altach – Rapid Wien          | 2:7 (2:6) |
| Fr, 08. 08. 2008 | LASK Linz – SV Ried              | 2:1 (0:0) |
| So, 10. 08. 2008 | Austria Wien – Red Bull Salzburg | 3:2 (0:1) |
| Sa, 09. 08. 2008 | Kapfenberger SV – Sturm Graz     | 1:3 (1:2) |
| Sa, 09. 08. 2008 | Austria Kärnten – SV Mattersburg | 2:0 (1:0) |

| Datum            | 7. Runde                         | Ergebnis  |
| ---------------- | -------------------------------- | --------- |
| Sa, 23. 08. 2008 | SCR Altach – Austria Kärnten     | 0:3 (0:2) |
| So, 24. 08. 2008 | Rapid Wien – Austria Wien        | 3:0 (1:0) |
| Sa, 23. 08. 2008 | Red Bull Salzburg – SV Ried      | 2:1 (1:1) |
| Sa, 23. 08. 2008 | Sturm Graz – LASK Linz           | 2:0 (0:0) |
| Sa, 23. 08. 2008 | SV Mattersburg – Kapfenberger SV | 2:1 (1:1) |

| Datum            | 8. Runde                            | Ergebnis  |
| ---------------- | ----------------------------------- | --------- |
| So, 31. 08. 2008 | SV Ried – Sturm Graz                | 4:1 (2:1) |
| Sa, 30. 08. 2008 | LASK Linz – Rapid Wien              | 2:5 (2:2) |
| So, 31. 08. 2008 | Austria Wien – SV Mattersburg       | 2:1 (2:1) |
| Fr, 29. 08. 2008 | Kapfenberger SV – SCR Altach        | 3:2 (1:0) |
| So, 31. 08. 2008 | Austria Kärnten – Red Bull Salzburg | 1:0 (1:0) |

| Datum            | 9. Runde                          | Ergebnis  |
| ---------------- | --------------------------------- | --------- |
| So, 21. 09. 2008 | SCR Altach – Austria Wien         | 0:1 (0:1) |
| Fr, 19. 09. 2008 | Rapid Wien – SV Ried              | 1:1 (0:0) |
| So, 21. 09. 2008 | Sturm Graz – Red Bull Salzburg    | 2:2 (1:1) |
| So, 21. 09. 2008 | Austria Kärnten – Kapfenberger SV | 6:0 (3:0) |
| Sa, 20. 09. 2008 | LASK Linz – SV Mattersburg        | 2:1 (0:1) |

| Platz | Verein               | Sp | S  | U  | N  | Tore  | TD  | P  |
| ----- | -------------------- | -- | -- | -- | -- | ----- | --- | -- |
| 01.   | SK Rapid Wien (M)    | 09 | 06 | 02 | 01 | 24:11 | +13 | 20 |
| 02.   | FK Austria Wien      | 09 | 05 | 03 | 01 | 13:10 | +03 | 18 |
| 03.   | SK Sturm Graz        | 09 | 05 | 02 | 02 | 16:9  | +07 | 17 |
| 04.   | FC Red Bull Salzburg | 09 | 04 | 03 | 02 | 19:10 | +09 | 15 |
| 05.   | LASK Linz            | 09 | 05 | 0  | 04 | 13:14 | −01 | 15 |
| 06.   | SK Austria Kärnten   | 09 | 04 | 02 | 03 | 15:7  | +08 | 14 |
| 07.   | SV Ried              | 09 | 03 | 02 | 04 | 14:12 | +02 | 11 |
| 08.   | SV Mattersburg       | 09 | 03 | 0  | 06 | 09:19 | −10 | 09 |
| 09.   | Kapfenberger SV (N)  | 09 | 01 | 02 | 06 | 10:22 | −12 | 05 |
| 10.   | SCR Altach           | 09 | 01 | 0  | 08 | 07:26 | −19 | 03 |

| Datum            | 10. Runde                         | Ergebnis  |
| ---------------- | --------------------------------- | --------- |
| Di, 23. 09. 2008 | SV Ried – Rapid Wien              | 1:0 (0:0) |
| Mi, 24. 09. 2008 | SV Mattersburg – LASK Linz        | 1:4 (0:2) |
| Mi, 24. 09. 2008 | Red Bull Salzburg – Sturm Graz    | 3:1 (2:1) |
| Mi, 24. 09. 2008 | Austria Wien – SCR Altach         | 2:1 (1:1) |
| Mi, 24. 09. 2008 | Kapfenberger SV – Austria Kärnten | 0:2 (0:1) |

| Datum            | 11. Runde                          | Ergebnis  |
| ---------------- | ---------------------------------- | --------- |
| Sa, 27. 09. 2008 | SCR Altach – SV Ried               | 0:1 (0:0) |
| So, 28. 09. 2008 | Rapid Wien – Sturm Graz            | 2:1 (1:0) |
| Sa, 27. 09. 2008 | LASK Linz – Kapfenberger SV        | 2:0 (1:0) |
| Sa, 27. 09. 2008 | Austria Kärnten – Austria Wien     | 0:1 (0:0) |
| Sa, 27. 09. 2008 | SV Mattersburg – Red Bull Salzburg | 1:2 (1:0) |

| Datum            | 12. Runde                      | Ergebnis  |
| ---------------- | ------------------------------ | --------- |
| Fr, 03. 10. 2008 | SV Ried – SV Mattersburg       | 0:0       |
| So, 05. 10. 2008 | LASK Linz – SCR Altach         | 1:3 (1:2) |
| So, 05. 10. 2008 | Red Bull Salzburg – Rapid Wien | 1:0 (0:0) |
| So, 05. 10. 2008 | Austria Wien – Kapfenberger SV | 0:0       |
| Sa, 04. 10. 2008 | Sturm Graz – Austria Kärnten   | 3:0 (1:0) |

| Datum            | 13. Runde                      | Ergebnis  |
| ---------------- | ------------------------------ | --------- |
| So, 19. 10. 2008 | SCR Altach – Red Bull Salzburg | 3:4 (2:0) |
| Sa, 18. 10. 2008 | Austria Wien – LASK Linz       | 5:0 (3:0) |
| Sa, 18. 10. 2008 | Kapfenberger SV – SV Ried      | 2:0 (0:0) |
| Di, 04. 11. 2008 | Austria Kärnten – Rapid Wien   | 3:3 (1:2) |
| Sa, 18. 10. 2008 | SV Mattersburg – Sturm Graz    | 5:6 (0:5) |

| Datum            | 14. Runde                           | Ergebnis  |
| ---------------- | ----------------------------------- | --------- |
| Sa, 25. 10. 2008 | Rapid Wien – SV Mattersburg         | 1:0 (0:0) |
| Sa, 25. 10. 2008 | SV Ried – Austria Wien              | 3:1 (1:0) |
| So, 26. 10. 2008 | Austria Kärnten – LASK Linz         | 1:0 (0:0) |
| Fr, 24. 10. 2008 | Red Bull Salzburg – Kapfenberger SV | 7:3 (3:0) |
| Sa, 25. 10. 2008 | Sturm Graz – SCR Altach             | 6:0 (4:0) |

| Datum            | 15. Runde                     | Ergebnis  |
| ---------------- | ----------------------------- | --------- |
| Sa, 01. 11. 2008 | SCR Altach – SV Mattersburg   | 2:2 (0:1) |
| Sa, 01. 11. 2008 | LASK Linz – Red Bull Salzburg | 0:2 (0:2) |
| So, 02. 11. 2008 | Austria Wien – Sturm Graz     | 1:3 (1:2) |
| Fr, 31. 10. 2008 | Kapfenberger SV – Rapid Wien  | 0:2 (0:0) |
| Sa, 01. 11. 2008 | Austria Kärnten – SV Ried     | 1:1 (0:1) |

| Datum            | 16. Runde                        | Ergebnis  |
| ---------------- | -------------------------------- | --------- |
| Sa, 08. 11. 2008 | Rapid Wien – SCR Altach          | 5:1 (2:0) |
| So, 09. 11. 2008 | SV Ried – LAsk Linz              | 3:0 (2:0) |
| Fr, 07. 11. 2008 | Red Bull Salzburg – Austria Wien | 5:1 (3:1) |
| Sa, 08. 11. 2008 | Sturm Graz – Kapfenberger SV     | 2:0 (1:0) |
| Sa, 08. 11. 2008 | SV Mattersburg – Austria Kärnten | 0:0       |

| Datum            | 17. Runde                        | Ergebnis  |
| ---------------- | -------------------------------- | --------- |
| Mi, 12. 11. 2008 | SV Ried – Red Bull Salzburg      | 2:2 (0:1) |
| Mi, 12. 11. 2008 | LASK Linz – Sturm Graz           | 0:3 (0:1) |
| Di, 11. 11. 2008 | Austria Wien – Rapid Wien        | 2:0 (2:0) |
| Mi, 12. 11. 2008 | Kapfenberger SV – SV Mattersburg | 2:1 (2:0) |
| Mi, 12. 11. 2008 | Austria Kärnten – SCR Altach     | 2:1 (0:0) |

| Datum            | 18. Runde                           | Ergebnis  |
| ---------------- | ----------------------------------- | --------- |
| Sa, 15. 11. 2008 | SCR Altach – Kapfenberger SV        | 3:0 (3:0) |
| Sa, 15. 11. 2008 | Rapid Wien – LASK Linz              | 5:0 (1:0) |
| So, 16. 11. 2008 | Red Bull Salzburg – Austria Kärnten | 4:1 (0:1) |
| Sa, 15. 11. 2008 | Sturm Graz – SV Ried                | 3:0 (0:0) |
| Sa, 15. 11. 2008 | SV Mattersburg – Austria Wien       | 0:0       |

| Platz | Verein               | Sp | S  | U  | N  | Tore  | TD  | P  |
| ----- | -------------------- | -- | -- | -- | -- | ----- | --- | -- |
| 01.   | FC Red Bull Salzburg | 09 | 08 | 01 | 0  | 30:12 | +18 | 25 |
| 02.   | SK Sturm Graz        | 09 | 07 | 0  | 02 | 28:11 | +17 | 21 |
| 03.   | SK Rapid Wien (M)    | 09 | 05 | 01 | 03 | 18:9  | +09 | 16 |
| 04.   | SV Ried              | 09 | 04 | 03 | 02 | 11:9  | +02 | 15 |
| 05.   | FK Austria Wien      | 09 | 04 | 02 | 03 | 13:12 | +01 | 14 |
| 06.   | SK Austria Kärnten   | 09 | 03 | 03 | 03 | 10:13 | −03 | 12 |
| 07.   | SCR Altach           | 09 | 02 | 01 | 06 | 14:23 | −09 | 07 |
| 08.   | Kapfenberger SV (N)  | 09 | 02 | 01 | 06 | 07:19 | −12 | 07 |
| 09.   | LASK Linz            | 09 | 02 | 0  | 07 | 07:23 | −16 | 06 |
| 10.   | SV Mattersburg       | 09 | 0  | 04 | 05 | 10:27 | −07 | 04 |

| Datum            | 19. Runde                           | Ergebnis  |
| ---------------- | ----------------------------------- | --------- |
| Sa, 22. 11. 2008 | SCR Altach – SV Mattersburg         | 4:1 (3:0) |
| Sa, 22. 11. 2008 | LASK Linz – Austria Kärnten         | 0:2 (0:2) |
| Sa, 22. 11. 2008 | Red Bull Salzburg – Kapfenberger SV | 2:5 (1:3) |
| Sa, 22. 11. 2008 | Austria Wien – SV Ried              | 3:1 (1:1) |
| So, 23. 11. 2008 | Sturm Graz – Rapid Wien             | 2:2 (1:0) |

| Datum            | 20. Runde                          | Ergebnis  |
| ---------------- | ---------------------------------- | --------- |
| Sa, 29. 11. 2008 | Rapid Wien – SCR Altach            | 8:1 (3:0) |
| Sa, 29. 11. 2008 | SV Ried – LASk Linz                | 1:0 (0:0) |
| Sa, 29. 11. 2008 | Kapfenberger SV – Austria Wien     | 1:2 (0:1) |
| Mi, 18. 03. 2009 | Austria Kärnten – Sturm Graz       | 4:2 (2:1) |
| So, 30. 11. 2008 | SV Mattersburg – Red Bull Salzburg | 2:4 (2:1) |

| Datum            | 21. Runde                        | Ergebnis  |
| ---------------- | -------------------------------- | --------- |
| Sa, 06. 12. 2008 | SCR Altach – Austria Kärnten     | 2:5 (1:3) |
| Fr, 05. 12. 2008 | LASK Linz – Sturm Graz           | 1:0 (0:0) |
| Sa, 06. 12. 2008 | Red Bull Salzburg – SV Ried      | 2:0 (0:0) |
| So, 07. 12. 2008 | Austria Wien – Rapid Wien        | 2:2 (2:1) |
| Sa, 06. 12. 2008 | Kapfenberger SV – Sv Mattersburg | 3:1 (0:0) |

| Datum            | 22. Runde                           | Ergebnis  |
| ---------------- | ----------------------------------- | --------- |
| So, 14. 12. 2008 | Rapid Wien – LASK Linz              | 1:1 (0:1) |
| Sa, 13. 12. 2008 | SV Ried – Kapfenberger SV           | 3:0 (1:0) |
| Sa, 13. 12. 2008 | Sturm Graz – SCR Altach             | 3:1 (2:0) |
| Mi, 04. 03. 2009 | Austria Kärnten – Red Bull Salzburg | 2:0 (0:0) |
| Sa, 13. 12. 2008 | SV Mattersburg – Austria Wien       | 0:2 (0:0) |

| Datum            | 23. Runde                         | Ergebnis  |
| ---------------- | --------------------------------- | --------- |
| Di, 10. 03. 2009 | SCR Altach – LASK Linz            | 1:1 (0:1) |
| So, 22. 02. 2009 | Red Bull Salzburg – Rapid Wien    | 2:1 (2:1) |
| Di, 10. 03. 2009 | Austria Wien – Sturm Graz         | 2:0 (1:0) |
| Sa, 21. 02. 2009 | Kapfenberger SV – Austria Kärnten | 2:1 (2:0) |
| Fr, 20. 02. 2009 | SV Mattersburg – SV Ried          | 2:2 (1:0) |

| Datum            | 24. Runde                        | Ergebnis  |
| ---------------- | -------------------------------- | --------- |
| Fr, 27. 02. 2009 | SCR Altach – Austria Wien        | 2:1 (1:1) |
| Sa, 28. 02. 2009 | Rapid Wien – SV Ried             | 1:0 (1:0) |
| So, 29. 02. 2009 | LASK Linz – Red Bull Salzburg    | 0:3 (0:1) |
| Sa, 28. 02. 2009 | Sturm Graz – Kapfenberger SV     | 1:3 (0:1) |
| Sa, 28. 02. 2009 | Austria Kärnten – SV Mattersburg | 0:0       |

| Datum            | 25. Runde                      | Ergebnis  |
| ---------------- | ------------------------------ | --------- |
| Sa, 07. 03. 2009 | SV Ried – Austria Kärnten      | 2:0 (1:0) |
| Sa, 07. 03. 2009 | Red Bull Salzburg – Sturm Graz | 2:1 (1:0) |
| Sa, 07. 03. 2009 | Austria Wien – LASK Linz       | 4:0 (1:0) |
| Mi, 25. 03. 2009 | Kapfenberger SV – SCR Altach   | 1:1 (0:0) |
| So, 08. 03. 2009 | SV Mattersburg – Rapid Wien    | 0:3 (0:2) |

| Datum            | 26. Runde                      | Ergebnis  |
| ---------------- | ------------------------------ | --------- |
| So, 15. 03. 2009 | SCR Altach – Red Bull Salzburg | 1:2 (0:1) |
| Sa, 14. 03. 2009 | Rapid Wien – Kapfenberger SV   | 6:0 (3:0) |
| Sa, 14. 03. 2009 | LASK Linz – SV Mattersburg     | 0:0       |
| Fr, 13. 03. 2009 | Sturm Graz – SV Ried           | 1:1 (0:0) |
| Sa, 14. 03. 2009 | Austria Kärnten – Austria Wien | 1:1 (0:0) |

| Datum           | 27. Runde                        | Ergebnis  |
| --------------- | -------------------------------- | --------- |
| Sa, 21. 03.2009 | SV Ried – SCR Altach             | 3:2 (0:1) |
| So, 22. 03.2009 | Austria Wien – Red Bull Salzburg | 1:1 (0:1) |
| Fr, 20. 03.2009 | Kapfenberger SV – LASK Linz      | 4:1 (1:0) |
| Sa, 21. 03.2009 | Austria Kärnten – Rapid Wien     | 1:3 (0:2) |
| Sa, 21. 03.2009 | Sturm Graz – SV Mattersburg      | 1:0 (0:0) |

| Platz | Verein               | Sp | S  | U  | N  | Tore  | TD  | P  |
| ----- | -------------------- | -- | -- | -- | -- | ----- | --- | -- |
| 01.   | FC Red Bull Salzburg | 09 | 06 | 01 | 02 | 18:13 | +05 | 19 |
| 02.   | SK Rapid Wien (M)    | 09 | 05 | 03 | 01 | 27:9  | +18 | 18 |
| 03.   | FK Austria Wien      | 09 | 05 | 01 | 03 | 18:8  | +10 | 18 |
| 04.   | Kapfenberger SV (N)  | 09 | 05 | 01 | 03 | 19:18 | +01 | 16 |
| 05.   | SK Austria Kärnten   | 09 | 04 | 02 | 03 | 16:12 | +04 | 14 |
| 06.   | SV Ried              | 09 | 04 | 02 | 03 | 14:11 | +03 | 14 |
| 07.   | SK Sturm Graz        | 09 | 02 | 02 | 05 | 11:16 | −05 | 08 |
| 08.   | SCR Altach           | 09 | 02 | 02 | 05 | 15:25 | −10 | 08 |
| 09.   | LASK Linz            | 09 | 01 | 03 | 05 | 04:16 | −12 | 06 |
| 10.   | SV Mattersburg       | 09 | 0  | 03 | 06 | 06:19 | −13 | 03 |

| Datum            | 28. Runde                        | Ergebnis  |
| ---------------- | -------------------------------- | --------- |
| Sa, 04. 04. 2009 | SCR Altach – SV Ried             | 1:1 (0:0) |
| So, 05. 04. 2009 | Rapid Wien – Austria Kärnten     | 4:2 (3:1) |
| Sa, 04. 04. 2009 | LASK Linz – Kapfenberger SV      | 2:2 (0:2) |
| Sa, 04. 04. 2009 | Red Bull Salzburg – Austria Wien | 4:1 (2:0) |
| Sa, 04. 04. 2009 | SV Mattersburg – Sturm Graz      | 0:0       |

| Datum            | 29. Runde                      | Ergebnis  |
| ---------------- | ------------------------------ | --------- |
| So, 12. 04. 2009 | Rapid Wien – Sturm Graz        | 0:1 (0:1) |
| Sa, 11. 04. 2009 | SV Ried – Austria Wien         | 0:0       |
| Sa, 11. 04. 2009 | Kapfenberger SV – Austria Wien | 0:2 (0:1) |
| Sa, 11. 04. 2009 | Austria Kärnten – LASK Linz    | 0:1 (0:0) |
| Fr, 10. 04. 2009 | SV Mattersburg – SCR Altach    | 5:4 (2:2) |

| Datum            | 30. Runde                          | Ergebnis  |
| ---------------- | ---------------------------------- | --------- |
| Sa, 18. 04. 2009 | SCR Altach – Rapid Wien            | 1:1 (0:1) |
| Fr, 17. 04. 2009 | LASK Linz – SV Ried                | 0:3 (0:1) |
| Sa, 18. 04. 2009 | Red Bull Salzburg – SV Mattersburg | 2:0 (1:0) |
| Sa, 18. 04. 2009 | Austria Wien – Kapfenberger SV     | 2:1 (0:0) |
| So, 19. 04. 2009 | Sturm Graz – Austria Kärnten       | 0:0       |

| Datum            | 31. Runde                        | Ergebnis  |
| ---------------- | -------------------------------- | --------- |
| So, 26. 04. 2009 | Rapid Wien – Austria Wien        | 3:2 (1:1) |
| Fr, 24. 04. 2009 | SV Ried – Red Bull Salzburg      | 3:0 (2:0) |
| Sa, 25. 04. 2009 | Sturm Graz – LASK Linz           | 2:0 (2:0) |
| Sa, 25. 04. 2009 | Austria Kärnten – SCR Altach     | 0:3 (0:2) |
| Sa, 25. 04. 2009 | SV Mattersburg – Kapfenberger SV | 3:1 (1:0) |

| Datum            | 32. Runde                           | Ergebnis  |
| ---------------- | ----------------------------------- | --------- |
| Sa, 02. 05. 2009 | SCR Altach – Sturm Graz             | 1:1 (1:1) |
| Sa, 02. 05. 2009 | LASK Linz – Rapid Wien              | 0:2 (0:1) |
| So, 03. 05. 2009 | Red Bull Salzburg – Austria Kärnten | 6:0 (2:0) |
| Fr, 01. 05. 2009 | Austria Wien – SV Mattersburg       | 0:0       |
| Sa, 02. 05. 2009 | Kapfenberger SV – SV Ried           | 2:1 (1:1) |

| Datum            | 33. Runde                         | Ergebnis  |
| ---------------- | --------------------------------- | --------- |
| So, 10. 05. 2009 | Rapid Wien – Red Bull Salzburg    | 4:2 (1:0) |
| Sa, 09. 05. 2009 | SV Ried – SV Mattersburg          | 4:0 (3:0) |
| Fr, 08. 05. 2009 | LASK Linz – SCR Altach            | 2:0 (0:0) |
| Sa, 09. 05. 2009 | Sturm Graz – Austria Wien         | 2:2 (2:1) |
| Sa, 09. 05. 2009 | Austria Kärnten – Kapfenberger SV | 0:2 (0:2) |

| Datum            | 34. Runde                        | Ergebnis  |
| ---------------- | -------------------------------- | --------- |
| So, 17. 05. 2009 | SV Ried – Rapid Wien             | 3:0 (3:0) |
| Sa, 16. 05. 2009 | Red Bull Salzburg – LASK Linz    | 2:1 (2:0) |
| Sa, 16. 05. 2009 | Austria Wien – SCR Altach        | 4:1 (2:0) |
| Fr, 15. 05. 2009 | Kapfenberger SV – Sturm Graz     | 3:3 (2:3) |
| Sa, 16. 05. 2009 | SV Mattersburg – Austria Kärnten | 3:2 (1:0) |

| Datum            | 35. Runde                      | Ergebnis  |
| ---------------- | ------------------------------ | --------- |
| Do, 21. 05. 2009 | SCR Altach – Kapfenberger SV   | 5:1 (3:1) |
| Do, 21. 05. 2009 | Rapid Wien – SV Mattersburg    | 2:3 (0:1) |
| Do, 21. 05. 2009 | LASK Linz – Austria Wien       | 4:0 (2:0) |
| Do, 21. 05. 2009 | Sturm Graz – Red Bull Salzburg | 2:0 (1:0) |
| Do, 21. 05. 2009 | Austria Kärnten – SV Ried      | 1:2 (1:0) |

| Datum           | 36. Runde                      | Ergebnis  |
| --------------- | ------------------------------ | --------- |
| So, 31. 5. 2009 | SV Ried – Sturm Graz           | 3:2 (0:1) |
| So, 31. 5. 2009 | Red Bull Salzburg – SCR Altach | 1:4 (1:1) |
| So, 31. 5. 2009 | Austria Wien – Austria Kärnten | 4:1 (1:1) |
| So, 31. 5. 2009 | Kapfenberger SV – Rapid Wien   | 0:4 (0:1) |
| So, 31. 5. 2009 | SV Mattersburg – LASK Linz     | 3:1 (2:0) |

| Platz | Verein               | Sp | S  | U  | N  | Tore  | TD  | P  |
| ----- | -------------------- | -- | -- | -- | -- | ----- | --- | -- |
| 01.   | SV Ried              | 09 | 06 | 02 | 01 | 20:6  | +14 | 20 |
| 02.   | SV Mattersburg       | 09 | 05 | 02 | 02 | 17:16 | +01 | 17 |
| 03.   | SK Rapid Wien (M)    | 09 | 05 | 01 | 03 | 20:14 | +06 | 16 |
| 04.   | FC Red Bull Salzburg | 09 | 05 | 0  | 04 | 19:15 | +04 | 15 |
| 05.   | SK Sturm Graz        | 09 | 03 | 05 | 01 | 13:9  | +04 | 14 |
| 06.   | FK Austria Wien      | 09 | 03 | 03 | 03 | 15:16 | −01 | 12 |
| 07.   | SCR Altach           | 09 | 03 | 03 | 03 | 20:35 | −15 | 12 |
| 08.   | LASK Linz            | 09 | 03 | 01 | 05 | 11:14 | −03 | 10 |
| 09.   | Kapfenberger SV (N)  | 09 | 02 | 02 | 05 | 12:22 | −10 | 08 |
| 10.   | SK Austria Kärnten   | 09 | 0  | 01 | 08 | 06:25 | −19 | 01 |

### Torstatistik

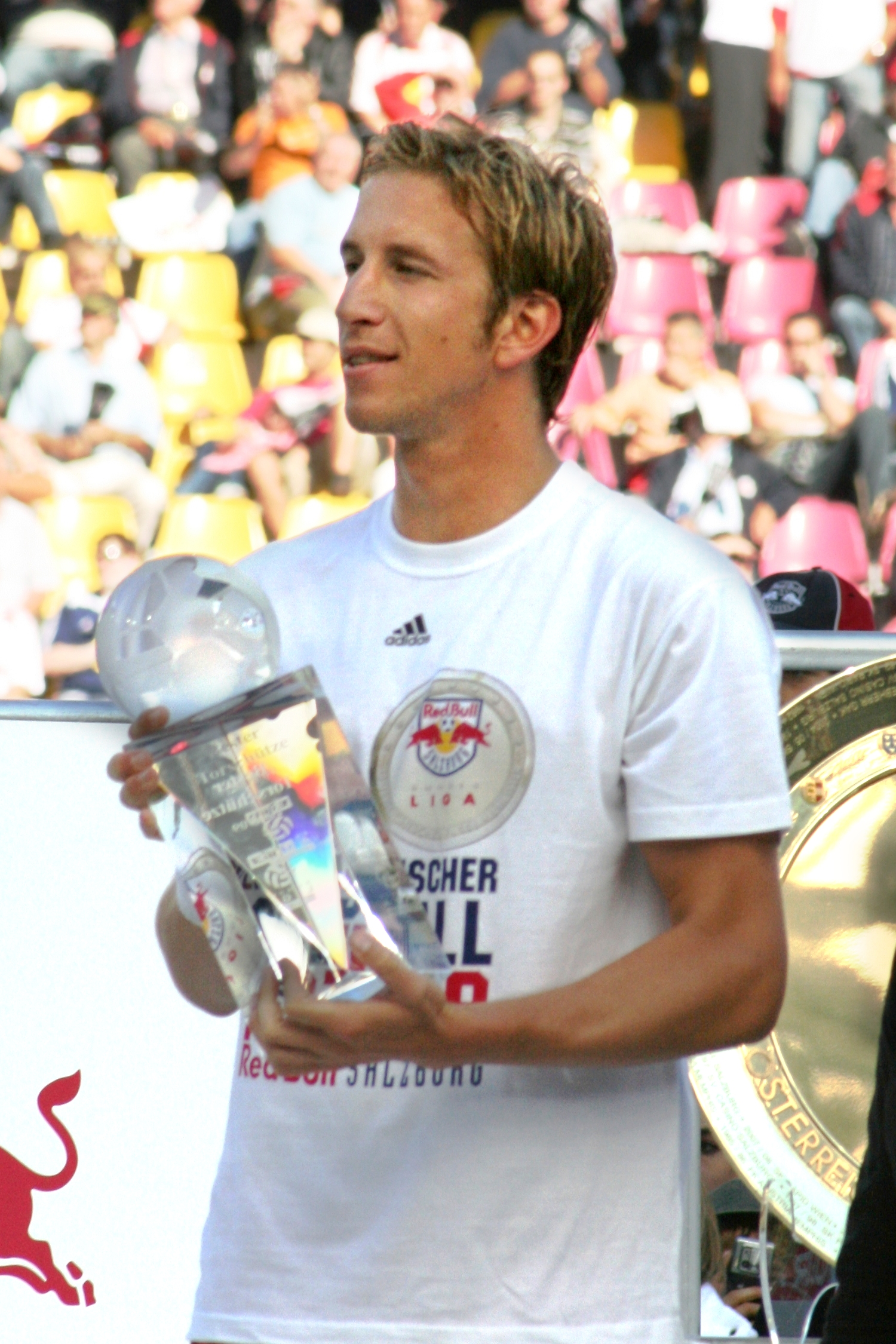
Österreichs erfolgreichster Torschütze Marc Janko (FC Red Bull Salzburg)

In der Saison 2008/09 wurde der Saison-Torrekord von 1980/81 (509 Tore) mit 588 Treffer um 79 Toren übertroffen. Im Schnitt ergab das 3,27 Tore pro Spiel. Rapid Wien erzielte mit 89 Toren die meisten und der LASK mit 35 die wenigsten Tore. Die wenigsten Tore erhielt die SV Ried (38), während SCR Altach mit 90 Toren die meisten Gegentreffer zu verzeichnen hatte. Das torreichste Spiel lautete SV Mattersburg gegen Sturm Graz in der 13. Runde, welches die Grazer mit 6:5 für sich entschieden. Den höchsten Sieg feierte Rapid Wien in der 20. Runde gegen den SCR Altach (8:1). Das höchste Unentschieden lautete 3:3 und wurde in der 13. Runde bei der Partie Austria Kärnten gegen Rapid Wien und in der 34. Runde beim Spiel Kapfenberger SV gegen Sturm Graz erreicht. Die torreichste Runde war die 13., in der insgesamt 31 Tore (Schnitt = 6,2) fielen. Die wenigsten Tore gab es eine Runde davor, in der 12. Runde, mit acht Treffern (Schnitt = 1,6).
Das erste Tor der Saison schoss Mario Sonnleitner (Sturm Graz) in der 33. Minute im Spiel Sturm Graz gegen Rapid Wien, das letzte Tor erzielte Herwig Drechsel (SV Ried) in der 94. Minute durch einen Elfmeter in der Partie SV Ried gegen Sturm Graz.
Die längste Serie ohne Torerfolg musste der LASK Linz mit acht aufeinander folgenden Spielen zwischen der 13. und 20. Runde hinnehmen. Hingegen traf der SCR Altach zwischen der 15. und 32. Runde 18 Mal in Serie ins Tor, was sonst kein anderer Klub schaffte. Die längste Serie, ein Gegentor hinnehmen zu müssen, hatte die Kapfenberger SV mit insgesamt 19 Mal hintereinander zwischen der 14. und 32. Runde. Auf der anderen Seite war Austria Kärnten in der Lage zwischen der 5. und 10. Runde sechs Mal in Folge zu null zu spielen.

#### Torschützentabelle
Torschützenkönig der höchsten Spielklasse wurde überlegen Marc Janko (FC Red Bull Salzburg), der mit seinen 39 Toren den Rekord von Hans Krankl aus der Saison 1977/87 (41 Tore aus der Saison 1977/78) knapp verfehlte. Janko hatte im Bereich der UEFA damit zwar die meisten Tore erzielt, landete jedoch in der Europawertung um den Goldenen Schuh auf Grund der Punkteregel „nur“ auf dem dritten Platz. Die Punkteregel der UEFA ist dabei ein Koeffizient, mit welcher jeder Torerfolg eines Torschützen einer Liga multipliziert wird (beispielsweise Österreich 1,5 oder Spanien 2,0). Der Koeffizient richtet sich nach der Stärke der Liga (zu den stärksten Ligen mit 2,0-Quote zählen jene aus Spanien, Italien, England, Deutschland und Frankreich). Der Gewinner des Goldenen Schuhes war Diego Forlán (Atlético Madrid), Zweiter war Samuel Eto’o (FC Barcelona)
Zweitplatzierter der Torschützentabelle wurde mit 27 Toren Erwin Hoffer und Dritter wurde Stefan Maierhofer mit 23 Treffern (beide Rapid Wien).
| Rang | Tore (Elfm.) | Name              | Land                     | Verein            |
| ---- | ------------ | ----------------- | ------------------------ | ----------------- |
| 01   | 39 (4)       | Marc Janko        | Österreich               | Red Bull Salzburg |
| 02   | 27 00        | Erwin Hoffer      | Österreich               | Rapid Wien        |
| 03   | 23 00        | Stefan Maierhofer | Österreich               | Rapid Wien        |
| 04   | 15 (1)       | Mario Haas        | Österreich               | Sturm Graz        |
| 05   | 14 (4)       | Milenko Ačimovič  | Slowenien                | Austria Wien      |
|      | 14 00        | Nacho             | Spanien                  | SV Ried           |
|      | 14 00        | Rubin Okotie      | Österreich               | Austria Wien      |
|      | 14 00        | Hamdi Salihi      | Albanien                 | SV Ried           |
| 09   | 12 (4)       | Steffen Hofmann   | Deutschland              | Rapid Wien        |
|      | 12 (1)       | Ilčo Naumoski     | Nordmazedonien           | SV Mattersburg    |
|      | 12 00        | Robin Nelisse     | Niederländische Antillen | Red Bull Salzburg |

#### Erzielte Tore nach Minuten
| Rang | Verein               | 01–15 | 15–30 | 30–45 | 45–60 | 60–75 | 75–90 | > 90 | 1. Hz | 2. Hz | Gesamt |
| ---- | -------------------- | ----- | ----- | ----- | ----- | ----- | ----- | ---- | ----- | ----- | ------ |
| 01   | FC Red Bull Salzburg | 15    | 10    | 13    | 19    | 13    | 13    | 3    | 038   | 048   | 086    |
| 02   | SK Rapid Wien        | 12    | 10    | 18    | 20    | 14    | 12    | 3    | 040   | 049   | 089    |
| 03   | FK Austria Wien      | 05    | 04    | 16    | 07    | 12    | 12    | 3    | 025   | 034   | 059    |
| 04   | SK Sturm Graz        | 08    | 12    | 18    | 07    | 14    | 06    | 3    | 038   | 030   | 068    |
| 05   | SV Ried              | 10    | 07    | 07    | 13    | 11    | 08    | 2    | 024   | 034   | 058    |
| 06   | SK Austria Kärnten   | 05    | 05    | 11    | 06    | 07    | 12    | 1    | 021   | 026   | 047    |
| 07   | LASK Linz            | 01    | 07    | 08    | 02    | 05    | 08    | 4    | 016   | 019   | 035    |
| 08   | Kapfenberger SV      | 04    | 05    | 13    | 08    | 09    | 06    | 3    | 022   | 026   | 048    |
| 09   | SV Mattersburg       | 05    | 08    | 04    | 07    | 06    | 10    | 2    | 017   | 025   | 042    |
| 10   | SCR Altach           | 06    | 11    | 09    | 13    | 07    | 08    | 2    | 026   | 030   | 056    |
| –    | Gesamt               | 71    | 79    | 117   | 102   | 98    | 95    | 26   | 267   | 321   | 588    |

### Schiedsrichter
| Name                 | geboren    | Land/Bundesland  | Spiele |      |     |     |
| -------------------- | ---------- | ---------------- | ------ | ---- | --- | --- |
| Thomas Einwaller     | 25.04.1977 | Tirol            | 14     | 67   | 4   | 2   |
| Konrad Plautz        | 16.10.1964 | Tirol            | 14     | 54   | 1   | −   |
| Robert Schörgenhofer | 21.02.1973 | Vorarlberg       | 14     | 79   | 1   | −   |
| Fritz Stuchlik       | 11.02.1966 | Wien             | 13     | 53   | 4   | −   |
| Stefan Meßner        | 13.12.1964 | Steiermark       | 12     | 57   | –   | −   |
| Thomas Gangl         | 04.10.1971 | Vorarlberg       | 11     | 36   | 2   | 2   |
| Gerhard Grobelnik    | 10.07.1975 | Wien             | 11     | 40   | –   | 2   |
| Louis Hofmann        | 08.01.1965 | Salzburg         | 11     | 76   | 3   | 1   |
| Bernhard Brugger     | 25.12.1966 | Salzburg         | 10     | 46   | 1   | −   |
| Dietmar Drabek       | 30.06.1965 | Oberösterreich   | 10     | 33   | 2   | −   |
| Oliver Drachta       | 15.05.1977 | Oberösterreich   | 10     | 39   | –   | 2   |
| Manfred Krassnitzer  | 16.02.1968 | Kärnten          | 10     | 32   | 2   | −   |
| Harald Lechner       | 30.07.1982 | Wien             | 10     | 46   | 1   | 2   |
| Thomas Prammer       | 17.05.1973 | Oberösterreich   | 10     | 35   | 3   | −   |
| René Eisner          | 02.09.1975 | Steiermark       | 09     | 32   | 2   | −   |
| Thomas Steiner       | 25.03.1963 | Niederösterreich | 06     | 28   | –   | −   |
| Claudio Circhetta    | 18.11.1970 | Schweiz          | 01     | 02   | –   | −   |
| Nikolaj Hänni        | 02.03.1976 | Schweiz          | 01     | 07   | –   | −   |
| Rene Rogalla         | 19.12.1963 | Schweiz          | 01     | 02   | –   | −   |
| Michael Schmid       | 07.11.1980 | Niederösterreich | 01     | 05   | –   | −   |
| Stephan Studer       | 09.10.1975 | Schweiz          | 01     | 05   | 1   | −   |
|                      |            | Summe            | 1800   | 7740 | 270 | 110 |

### Stadien und Zuschauer
Die heurige Saison errang hinter der Saison 2007/2008 den höchsten Zuschauerdurchschnitt. Insgesamt besuchten 1.624.905 Millionen Menschen die 180 Bundesligaspiele, was gegenüber der vorherigen Saison ein Minus von 2,8 Prozent bedeutete. Der Durchschnitt lag bei 9.027 Zuschauer pro Spiel. Den besten Schnitt hatte Rapid Wien mit 15.777 Zusehern, wodurch beinahe jedes Spiel ausverkauft war. Im Gegensatz dazu verzeichneten die Kapfenberger SV einen Schnitt von nur 3.658 Zuschauern, welcher für die höchste Stufe im Fußball relativ wenig darstellt. Ziel der Bundesliga ist es, laut Bundesligavorstand Georg Pangl, in Zukunft das Zuschauerinteresse auf mehr als zwei Millionen Stadionbesucher zu steigern: „Ein weiteres Ziel ist es, die Qualität in den Stadien – so wie bereits in der laufenden Saison passiert – weiter zu verbessern und den Zuschauern noch mehr Service und Komfort zu bieten und dadurch die zwei-Millionen-Marke zu knacken.“
| Stadt            | Einwohner | Verein            | Stadion                 | Kapazität | Gesamt  | Schnitt | ± zu 2008  |
| ---------------- | --------- | ----------------- | ----------------------- | --------- | ------- | ------- | ---------- |
| Wien             | 1.691.468 | Rapid Wien        | Gerhard-Hanappi-Stadion | 18.442    | 283.983 | 15.777  | +10,0 %    |
| Salzburg         | 0.149.470 | Red Bull Salzburg | Red Bull Arena          | 31.063    | 256.069 | 14.226  | +02,3 %    |
| Graz             | 0.255.354 | Sturm Graz        | UPC-Arena               | 15.400    | 231.947 | 12.886  | +07,6 %    |
| Klagenfurt       | 0.093.306 | Austria Kärnten   | Hypo Group Arena        | 30.461    | 177.119 | 09.840  | −12,7 %    |
| Linz             | 0.189.500 | LASK Linz         | Linzer Stadion          | 20.104    | 162.102 | 09.006  | −15,5 %    |
| Wien             | 1.691.468 | Austria Wien      | Franz-Horr-Stadion      | 12.500    | 137.182 | 07.621  | +13,6 %    |
| Mattersburg      | 0.006.861 | SV Mattersburg    | Pappelstadion           | 15.700    | 112.936 | 06.274  | −20,3 %    |
| Altach           | 0.006.302 | SCR Altach        | Cashpoint-Arena         | 08.500    | 104.386 | 05.799  | +08,1 %    |
| Ried im Innkreis | 0.011.577 | SV Ried           | Fill Metallbau Stadion  | 07.680    | 093.337 | 05.185  | +16,6 %    |
| Kapfenberg       | 0.021.928 | Kapfenberger SV   | Franz-Fekete-Stadion    | 12.000    | 065.844 | 03.658  | Aufsteiger |

### Die Meistermannschaft des FC Red Bull Salzburg
(In Klammern werden die Einsätze und Tore angegeben.)
| FC Red Bull Salzburg |
| - Tor: Heinz Arzberger (13/-); Eddie Gustafsson (9/-); Timo Ochs (15/-) - Abwehr: László Bodnár (28/2); Anis Boussaïdi (28/1); Milan Dudić (9/1); Ronald Gërçaliu (23/-); Rémo Meyer (10/-); Barry Opdam (25/-); Ibrahim Sekagya (34/1); Andreas Ulmer (15/-) - Mittelfeld: René Aufhauser (25/2); Vladimír Janočko (16/5); Patrik Ježek (15/2); Niko Kovač (12/-); Christoph Leitgeb (16/-); Louis Ngwat-Mahop (27/3); Ernst Öbster (5/-); Karel Piták (16/4); Somen Tchoyi (32/6) - Angriff: Marc Janko (34/39); Robin Nelisse (32/12); Johan Vonlanthen (29/3); Alexander Zickler (24/5) - Trainer: Co Adriaanse |

* Saša Ilić (3/-) und Mejdi Traoui (2/-) haben den Verein während der Saison verlassen.

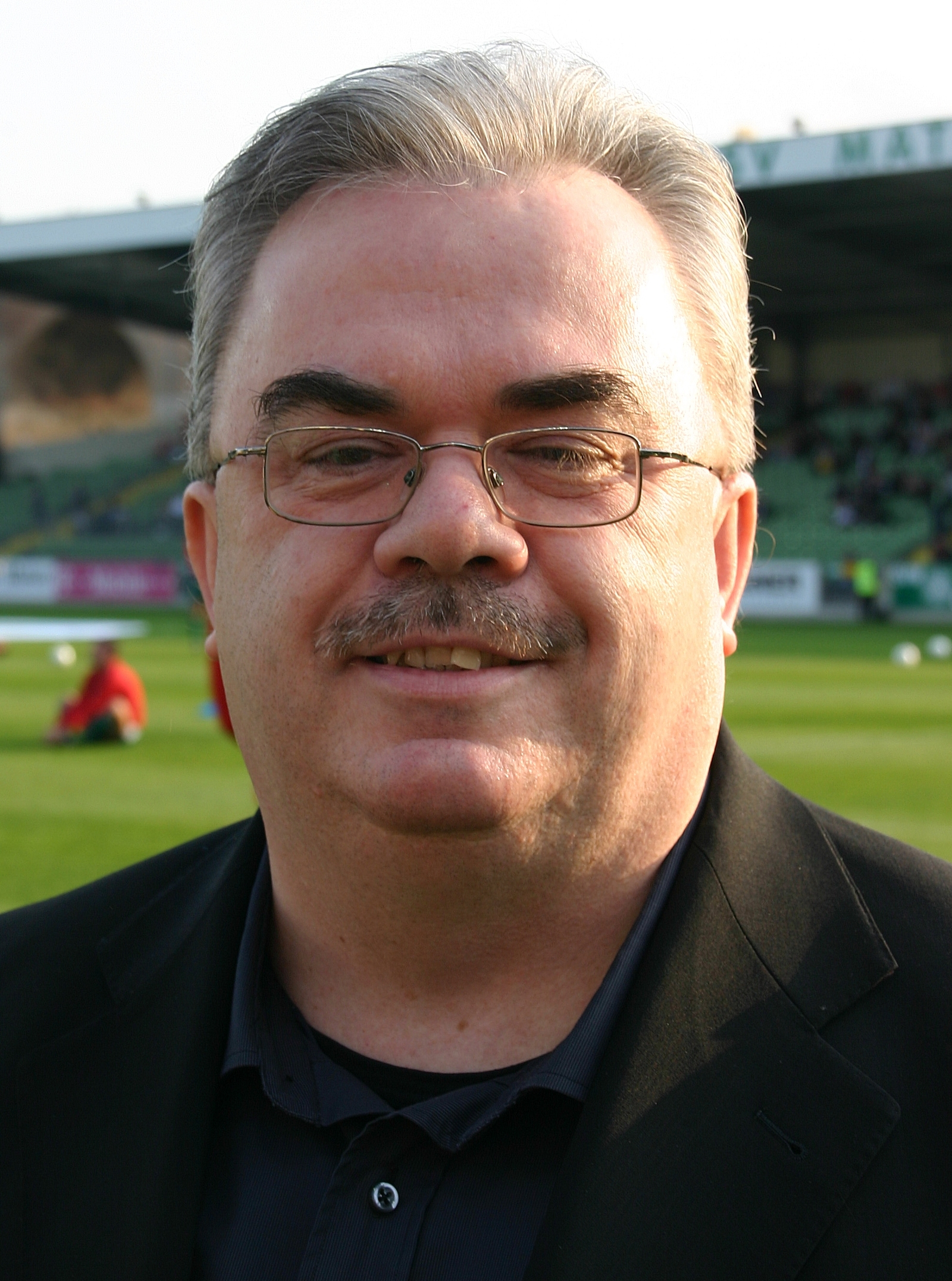
Martin Pucher, Präsident der Bundesliga
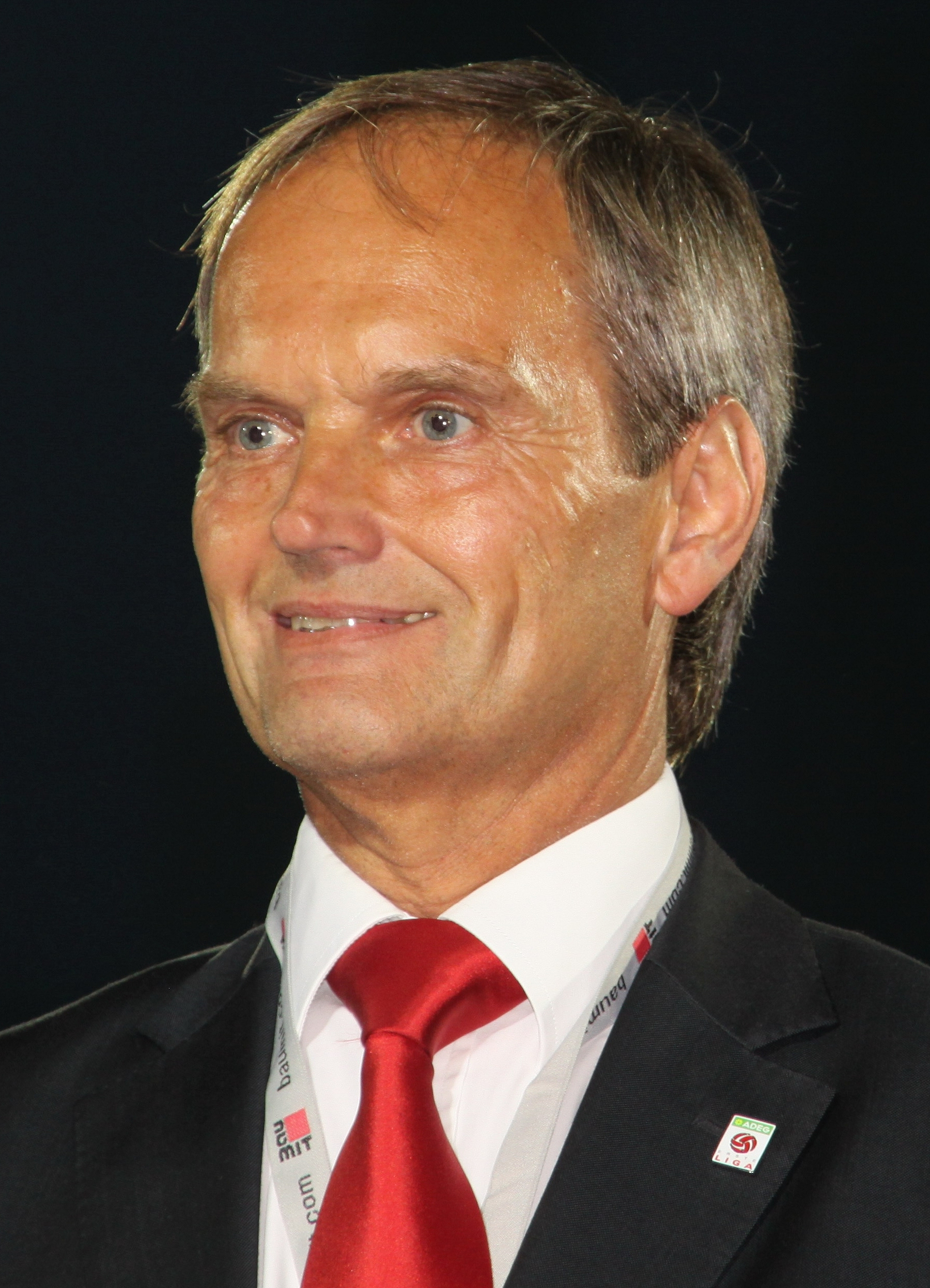
Anton Hirschmann, ehemaliger Vize-Präsident der Bundesliga
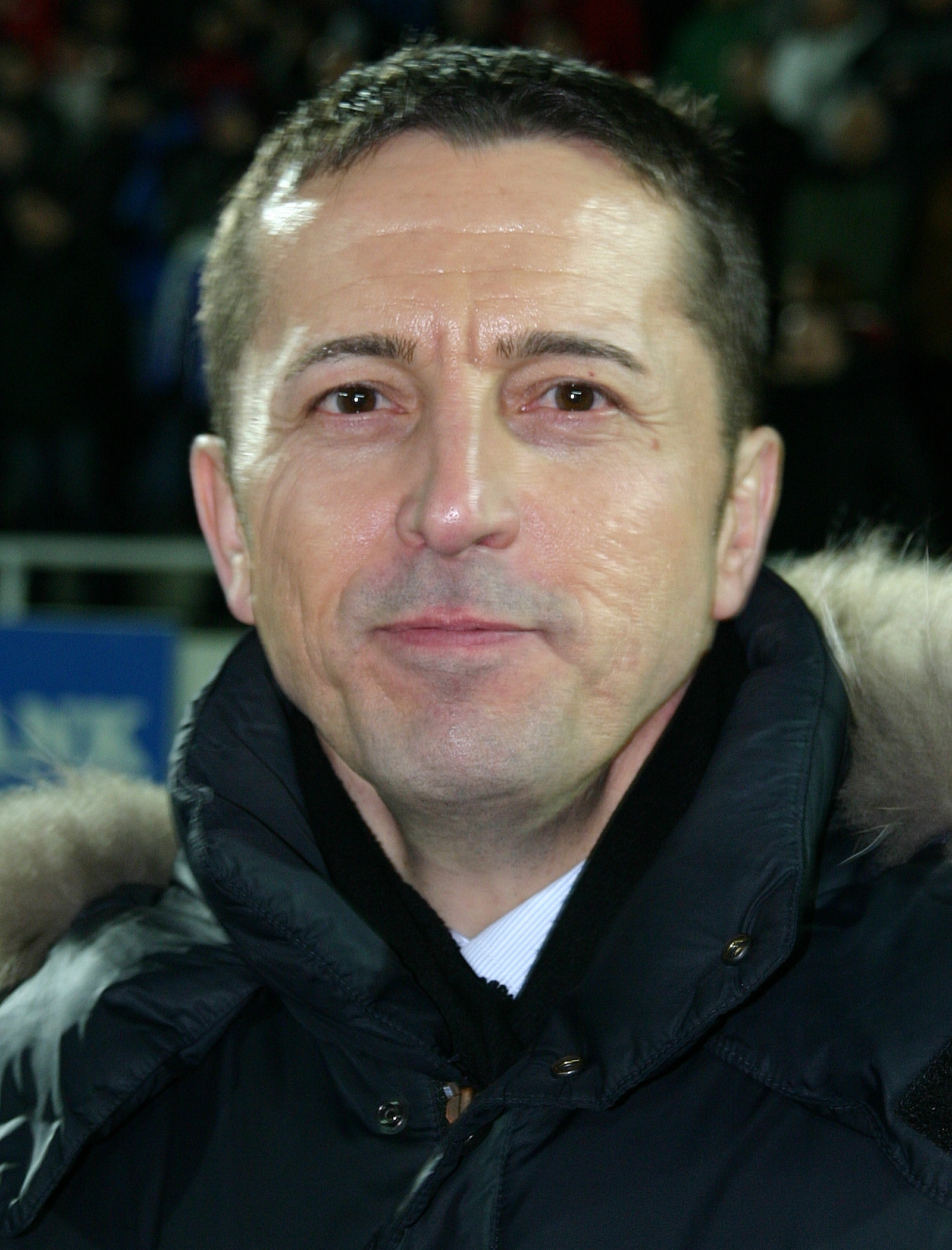
Georg Pangl – Vorstand der Bundesliga
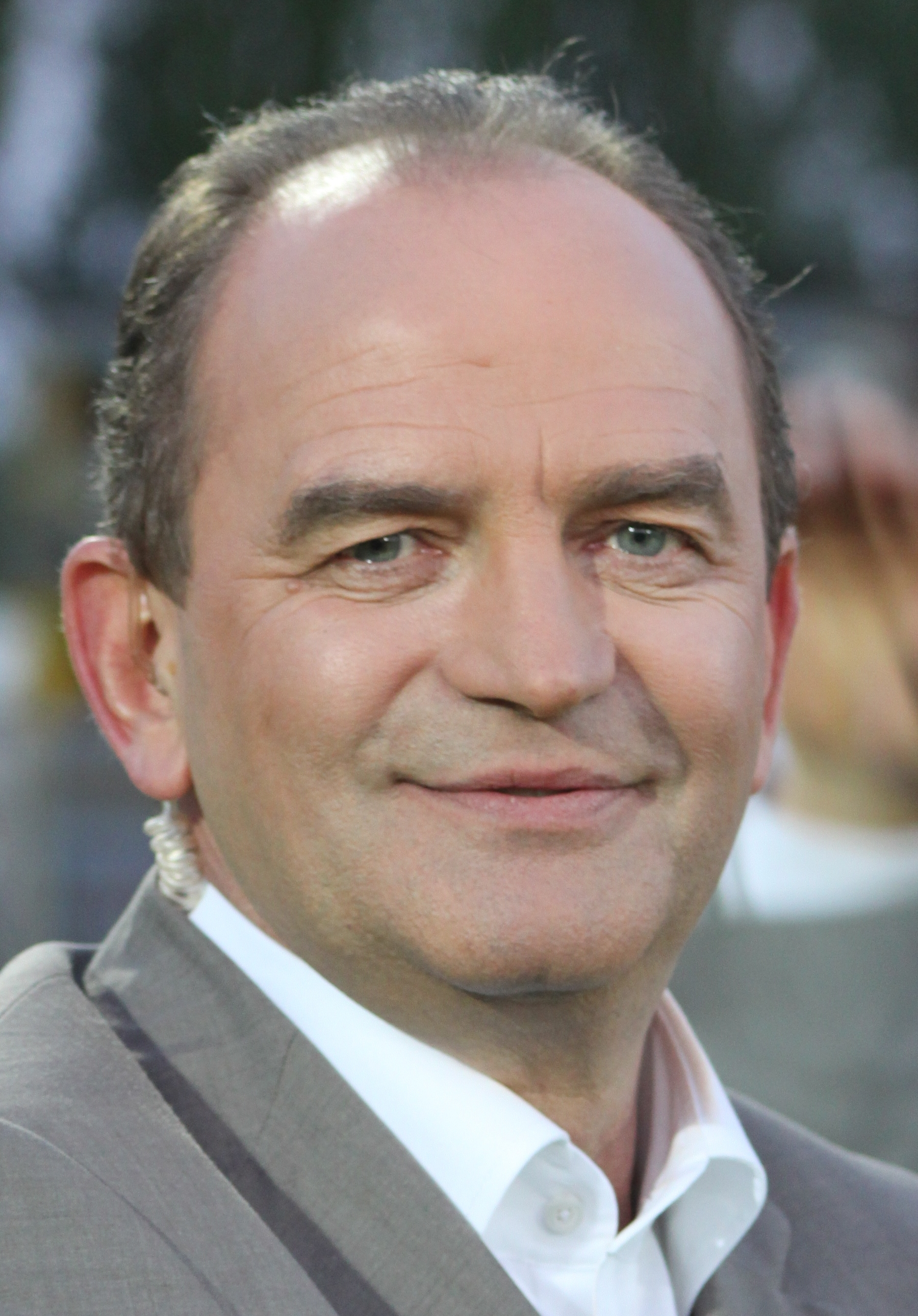
Herbert Prohaska, Schirmherr der Ersten Liga

## Zweite Leistungsstufe – Erste Liga

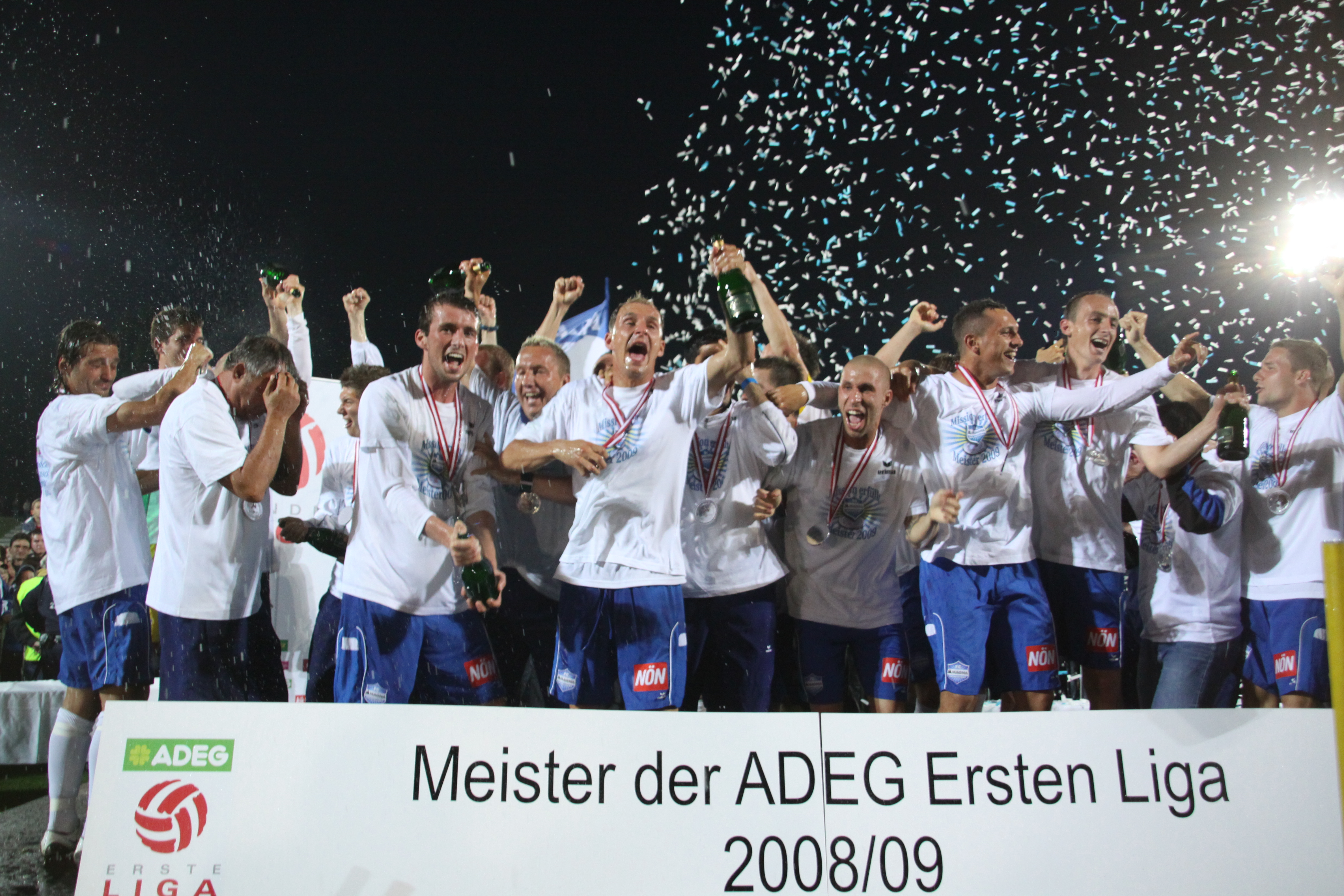
Bereits eine Runde vor Schluss sicherte sich der SC Magna den viel umjubelten Meistertitel in der Ersten Liga

Meisterteller der österreichischen Ersten Liga

Die Erste Liga, welche in der Saison 2008/09 zum 34. Mal ausgetragen wurde und die zweithöchste Ebene im österreichischen Fußball darstellt, begann am 11. Juli 2008 mit fünf Partien und endete am 29. Mai 2009. Der Sponsor-Name der Ersten Liga änderte sich in dieser Saison von Red Zac-Erste Liga in ADEG Erste Liga, da man ADEG im Frühjahr 2008 als neuen Hauptsponsor engagierte. Neben Bundesliga-Absteiger Wacker Innsbruck komplettierten die drei Regionalliga-Aufsteiger die zwölf Mannschaften der Ersten Liga. Es sind dies aus der Regionalliga West der SV Grödig aus Salzburg, aus der Regionalliga Mitte der 1. FC Vöcklabruck aus Oberösterreich und aus der Regionalliga Ost der SKN St. Pölten aus Niederösterreich. Neben diesen vier Neulingen, wurden nach der Saison 2007/08 auch der SC Schwanenstadt in FC Magna Wiener Neustadt und der ASK Schwadorf in FC Admira Wacker Mödling umbenannt.
Wie in der Bundesliga gehörten die TV-Rechte Premiere. Neben der Konferenz der Freitagsspiele durfte sich der Pay-TV-Sender zusätzlich eine Partie aussuchen, die als „Topspiel der Runde“ als Einzelpartie meistens samstags gezeigt wurde. Der ORF hatte das Recht eine Zusammenfassung aller sechs Partien pro Runde zu zeigen.

### Modus
In der Saison 2008/09 traten wie in vergangenen Jahren zwölf Klubs in insgesamt 33 Runden gegeneinander an. Da 33 eine ungerade Zahl ist, hatten die zweit- bis sechstplatzierten Klubs der vorherigen Saison sowie der Absteiger aus der Bundesliga (FC Wacker Innsbruck, FC Gratkorn, SC Austria Lustenau, FC Lustenau, Austria Wien Amateure und Red Bull Juniors) ein Heimspiel mehr als die übrigen sechs Klubs (Magna Wiener Neustadt, DSV Leoben, Trenkwalder Admira, SV Grödig, 1. FC Vöcklabruck und SKN St. Pölten). Jedes Team spielte somit gegen jeden insgesamt dreimal.
Der Meister der Saison, der SC Magna Wiener Neustadt, stieg in die tipp3-Bundesliga auf. Wäre jedoch einer der beiden Amateurklubs am Ende der Saison auf Rang eins gestanden wäre der zweitplatzierte Klub in die höchste Spielklasse aufgestiegen, es sei denn dieser wäre wiederum ein Amateurklub gewesen, sodass der drittplatzierte Verein für den Aufstieg berechtigt gewesen wäre. Wäre jedoch gleichzeitig die Profimannschaft der jeweiligen Amateurmannschaft am letzten Platz der Bundesliga gewesen, hätte dieser Klub in der höchsten Spielklasse verweilen dürfen und somit hätte es keinen Absteiger und Aufsteiger gegeben. Die drei letztplatzierten Teams, in dem Fall der SV Grödig (West), der 1. FC Vöcklabruck sowie der DSV Leoben (beide Mitte), mussten in die jeweilige Regionalliga absteigen. Allerdings hätte der DSV Leoben aufgrund des fehlenden Lizenzantrages für die nächste Saison auch im Falle, dass man keinen Abstiegsplatz belegt hätte, dennoch anstatt des Klubs in den Abstiegsrängen den Gang in die Regionalliga Mitte antreten müssen.
Die Klubs konnten sich nur durch den Gewinn des ÖFB-Cup, für die UEFA Europa League qualifizieren (dritte Qualifikationsrunde). Der Admira gelang es, das Finale zu erreichen, sie scheiterte dort aber an der Wiener Austria aus der Bundesliga.

### Saisonverlauf
Als Titelfavoriten gingen die stark gesponserten Vereine SC Wiener Neustadt (von Magna) und FC Admira Wacker Mödling (von Trenkwalder) an den Start, wobei beide und vor allem die Admira anfangs Schwierigkeiten hatten. Diese Probleme nutzen die Vereine Wacker Innsbruck und SKN St. Pölten aus, die sich beide bis zum Beginn des zweiten Drittels an der Tabellenspitze festsetzten. Da beide Vereine in weiterer Folge nicht mehr so gute Ergebnisse erzielten, übernahm Wiener Neustadt, ständig verfolgt von der Admira, bis zum Saisonende die Tabellenführung. Wacker Innsbruck konnte die am Saisonende schwache Admira noch überholen. Der SKN St. Pölten platzierte sich im vorderen Mittelfeld.
Im Abstiegskampf waren anfangs beide Vereine aus Lustenau sowie die Admira, der SV Grödig, der DSV Leoben und der 1. FC Vöcklabruck vertreten, allerdings war die Admira gegen Ende des ersten Drittels imstande sich abzusetzen und sich dem Titelkampf zuzuwenden. Die beiden Klubs aus Lustenau wurden ab dem zweiten Drittel deutlich stärker und retteten sich so vor dem Abstieg. Die drei anderen Vereine errangen hingegen zunehmend weniger Punkte und mussten so den Abstieg in die jeweiligen Regionalligen antreten. Auch wurde der Zwangsabstieg vom DSV Leoben durch den im Februar 2009 angemeldeten Konkurs schon vorher fixiert.
Die beiden Amateurmannschaften von Red Bull Salzburg und Austria Wien sowie der FC Gratkorn platzierten sich während der gesamten Saison im Mittelfeld zwischen dem fünften und achten Rang.

### Abschlusstabelle
| Pl. | Verein                   | Sp. | S  | U  | N  | Tore    | Diff. | Punkte |
| --- | ------------------------ | --- | -- | -- | -- | ------- | ----- | ------ |
| 1.  | SC Magna Wiener Neustadt | 33  | 21 | 6  | 6  | 065:260 | +39   | 69     |
| 2.  | FC Wacker Innsbruck (A)  | 33  | 18 | 8  | 7  | 065:440 | +21   | 62     |
| 3.  | FC Admira Wacker Mödling | 33  | 18 | 6  | 9  | 055:360 | +19   | 60     |
| 4.  | SC Austria Lustenau      | 33  | 14 | 6  | 13 | 052:470 | +5    | 48     |
| 5.  | SKN St. Pölten (N)       | 33  | 13 | 8  | 12 | 051:460 | +5    | 47     |
| 6.  | FK Austria Wien Amateure | 33  | 13 | 6  | 14 | 044:430 | +1    | 45     |
| 7.  | Red Bull Juniors         | 33  | 12 | 7  | 14 | 041:560 | −15   | 43     |
| 8.  | FC Gratkorn              | 33  | 11 | 7  | 15 | 039:550 | −16   | 40     |
| 9.  | FC Lustenau 07           | 33  | 9  | 11 | 13 | 034:370 | −3    | 38     |
| 10. | SV Grödig (N)            | 33  | 9  | 8  | 16 | 037:520 | −15   | 35     |
| 11. | DSV Leoben 1             | 33  | 8  | 8  | 17 | 030:550 | −25   | 32     |
| 12. | 1. FC Vöcklabruck (N)    | 33  | 7  | 9  | 17 | 040:560 | −16   | 30     |

| (A) | Absteiger der Saison 2007/08     |
| (N) | Neuaufsteiger der Saison 2007/08 |

| Pl. | Verein                   | Sp. | S  | U | N | Tore    | Diff. | Punkte |
| --- | ------------------------ | --- | -- | - | - | ------- | ----- | ------ |
| 1.  | SC Magna Wiener Neustadt | 16  | 11 | 3 | 2 | 036:130 | +23   | 36     |
| 2.  | FC Wacker Innsbruck (A)  | 17  | 10 | 3 | 4 | 038:220 | +16   | 33     |
| 3.  | SKN St. Pölten (N)       | 16  | 9  | 5 | 2 | 030:150 | +15   | 32     |
| 4.  | FC Admira Wacker Mödling | 16  | 10 | 2 | 4 | 028:130 | +15   | 32     |
| 5.  | FC Gratkorn              | 17  | 8  | 4 | 5 | 021:160 | +5    | 28     |
| 6.  | SC Austria Lustenau      | 17  | 8  | 3 | 6 | 024:240 | ±0    | 27     |
| 7.  | Red Bull Juniors         | 17  | 7  | 4 | 6 | 024:290 | −5    | 25     |
| 8.  | FC Lustenau 07           | 17  | 6  | 6 | 5 | 020:160 | +4    | 24     |
| 9.  | 1. FC Vöcklabruck (N)    | 16  | 7  | 3 | 6 | 023:210 | +2    | 24     |
| 10. | FK Austria Wien Amateure | 17  | 6  | 5 | 6 | 024:210 | +3    | 23     |
| 11. | SV Grödig (N)            | 16  | 6  | 5 | 5 | 023:230 | ±0    | 23     |
| 12. | DSV Leoben               | 16  | 6  | 2 | 8 | 018:210 | −3    | 20     |

| Pl. | Verein                   | Sp. | S  | U | N  | Tore    | Diff. | Punkte |
| --- | ------------------------ | --- | -- | - | -- | ------- | ----- | ------ |
| 1.  | SC Magna Wiener Neustadt | 17  | 10 | 3 | 4  | 029:130 | +16   | 33     |
| 2.  | FC Wacker Innsbruck (A)  | 16  | 8  | 5 | 3  | 027:220 | +5    | 29     |
| 3.  | FC Admira Wacker Mödling | 17  | 8  | 4 | 5  | 027:230 | +4    | 28     |
| 4.  | FK Austria Wien Amateure | 16  | 7  | 1 | 8  | 020:220 | −2    | 22     |
| 5.  | SC Austria Lustenau      | 16  | 6  | 3 | 7  | 028:230 | +5    | 21     |
| 6.  | Red Bull Juniors         | 16  | 5  | 3 | 8  | 017:270 | −10   | 18     |
| 7.  | SKN St. Pölten (N)       | 17  | 4  | 3 | 10 | 021:310 | −10   | 15     |
| 8.  | FC Lustenau 07           | 16  | 3  | 5 | 8  | 014:210 | −7    | 14     |
| 9.  | FC Gratkorn              | 16  | 3  | 3 | 10 | 018:290 | −11   | 12     |
| 10. | SV Grödig (N)            | 17  | 3  | 3 | 11 | 014:290 | −15   | 12     |
| 11. | DSV Leoben               | 17  | 2  | 6 | 9  | 012:340 | −22   | 12     |
| 12. | 1. FC Vöcklabruck (N)    | 17  | 0  | 6 | 11 | 017:350 | −18   | 06     |

| Datum        | 1. Runde                                 | Ergebnis |
| ------------ | ---------------------------------------- | -------- |
| Fr, 11.07.08 | FC Lustenau – FC Gratkorn                | 1:1      |
| Fr, 11.07.08 | 1. FC Vöcklabruck – DSV Leoben           | 0:0      |
| Sa, 12.07.08 | Magna Wiener Neustadt – Wacker Innsbruck | 0:3      |
| Fr, 11.07.08 | Trenkwalder Admira – Austria Wien A.     | 0:1      |
| Fr, 11.07.08 | SKN St. Pölten – Red Bull Salzburg A.    | 2:0      |
| Fr, 11.07.08 | SV Grödig – Austria Lustenau             | 2:0      |

| Datum        | 2. Runde                            | Ergebnis |
| ------------ | ----------------------------------- | -------- |
| Fr, 18.07.08 | FC Gratkorn – Austria Lustenau      | 2:0      |
| Fr, 18.07.08 | Red Bull Salzburg A. – SV Grödig    | 2:1      |
| Sa, 19.07.08 | Trenkwalder Admira – SKN St. Pölten | 2:2      |
| Fr, 18.07.08 | Wacker Innsbruck – Austria Wien A.  | 3:0      |
| Fr, 18.07.08 | DSV Leoben – Magna Wiener Neustadt  | 0:1      |
| Fr, 18.07.08 | FC Lustenau – 1. FC Vöcklabruck     | 2:       |

| Datum        | 3. Runde                                | Ergebnis |
| ------------ | --------------------------------------- | -------- |
| Fr, 25.07.08 | 1. FC Vöcklabruck – FC Gratkorn         | 4:1      |
| Fr, 25.07.08 | Magna Wiener Neustadt – FC Lustenau     | 1:0      |
| Fr, 25.07.08 | Austria Wien A. – DSV Leoben            | 1:2      |
| Sa, 26.07.08 | SKN St. Pölten – Wacker Innsbruck       | 3:3      |
| Fr, 25.07.08 | SV Grödig – Trenkwalder Admira          | 2:1      |
| Fr, 25.07.08 | Austria Lustenau – Red Bull Salzburg A. | 1:2      |

| Datum        | 4. Runde                                  | Ergebnis |
| ------------ | ----------------------------------------- | -------- |
| Fr, 01.08.08 | FC Gratkorn – Red Bull Salzburg A.        | 2:1      |
| Fr, 01.08.08 | Trenkwalder Admira – Austria Lustenau     | 0:2      |
| Sa, 02.08.08 | Wacker Innsbruck – SV Grödig              | 3:1      |
| Fr, 01.08.08 | DSV Leoben – SKN St. Pölten               | 2:1      |
| Fr, 01.08.08 | FC Lustenau – Austria Wien A.             | 1:2      |
| Fr, 01.08.08 | 1. FC Vöcklabruck – Magna Wiener Neustadt | 1:0      |

| Datum        | 5. Runde                                  | Ergebnis |
| ------------ | ----------------------------------------- | -------- |
| Sa, 09.08.08 | Magna Wiener Neustadt – FC Gratkorn       | 0:1      |
| Fr, 08.08.08 | Austria Wien A. – 1. FC Vöcklabruckr      | 1:1      |
| Fr, 08.08.08 | SKN St. Pölten – FC Lustenau              | 3:0      |
| Fr, 08.08.08 | SV Grödig – DSV Leoben                    | 2:2      |
| Fr, 08.08.08 | Austria Lustenau – Wacker Innsbruck       | 2:3      |
| Fr, 08.08.08 | Red Bull Salzburg A. – Trenkwalder Admira | 2:1      |

| Datum        | 6. Runde                                | Ergebnis |
| ------------ | --------------------------------------- | -------- |
| Fr, 22.08.08 | FC Gratkorn – Trenkwalder Admira        | 2:4      |
| Sa, 23.08.08 | Wacker Innsbruck – Red Bull Salzburg A. | 2:2      |
| Fr, 22.08.08 | DSV Leoben – Austria Lustenau           | 1:1      |
| Fr, 22.08.08 | FC Lustenau – SV Grödig                 | 2:1      |
| Fr, 22.08.08 | 1. FC Vöcklabruck – SKN St. Pölten      | 0:3      |
| Fr, 22.08.08 | Magna Wiener Neustadt – Austria Wien A. | 3:0      |

| Datum        | 7. Runde                               | Ergebnis |
| ------------ | -------------------------------------- | -------- |
| Fr, 29.08.08 | Austria Wien A. – FC Gratkorn          | 2:1      |
| Fr, 29.08.08 | SKN St. Pölten – Magna Wiener Neustadt | 1:3      |
| Fr, 29.08.08 | SV Grödig – 1. Fc Vöcklabruck          | 1:1      |
| Sa, 30.08.08 | Austria Lustenau – FC Lustenau         | 1:1      |
| Fr, 29.08.08 | Red Bull Salzburg A. – DSV Leoben      | 1:1      |
| Fr, 29.08.08 | Trenkwalder Admira – Wacker Innsbruck  | 1:2      |

| Datum        | 8. Runde                             | Ergebnis |
| ------------ | ------------------------------------ | -------- |
| Fr, 19.09.08 | FC Gratkorn – Wacker Innsbruck       | 2:0      |
| Sa, 20.09.08 | DSV Leoben – Trenkwalder Admira      | 1:2      |
| Fr, 19.09.08 | FC Lustenau – Red Bull Salzburg A.   | 2:3      |
| Fr, 19.09.08 | 1. FC Vöcklabruck – Austria Lustenau | 2:1      |
| Fr, 19.09.08 | Magna Wiener Neustadt – SV Grödig    | 1:1      |
| Fr, 19.09.08 | Austria Wien A. – SKN St. Pölten     | 2:2      |

| Datum        | 9. Runde                                 | Ergebnis |
| ------------ | ---------------------------------------- | -------- |
| Di, 23.09.08 | SKN St. Pölten – FC Gratkorn             | 1:0      |
| Di, 23.09.08 | SV Grödig – Austria Wien A.              | 0:1      |
| Di, 23.09.08 | SC Lustenau – Magna Wiener Neustadt      | 0:3      |
| Di, 23.09.08 | Red Bull Salzburg A. – 1. FC Vöcklabruck | 2:1      |
| Di, 23.09.08 | Trenkwalder Admira – FC Lustenau         | 3:1      |
| Di, 23.09.08 | Wacker Innsbruck – DSV Leoben            | 4:1      |

| Datum        | 10. Runde                                    | Ergebnis |
| ------------ | -------------------------------------------- | -------- |
| Fr, 26.09.08 | FC Gratkorn – DSV Leoben                     | 1:1      |
| Fr, 26.09.08 | FC Lustenau – Wacker Innsbruck               | 0:0      |
| Sa, 27.09.08 | 1. FC Vöcklabruck – Trenkwalder Admira       | 1:2      |
| Fr, 26.09.08 | Magna Wiener Neustadt – Red Bull Salzburg A. | 2:0      |
| Fr, 26.09.08 | Austria Wien A. – Austria Lustenau           | 1:2      |
| Fr, 26.09.08 | SKN St. Pölten – SV Grödig                   | 0:0      |

| Datum        | 11. Runde                                  | Ergebnis |
| ------------ | ------------------------------------------ | -------- |
| Fr, 03.10.08 | SV Grödig – FC Gratkorn                    | 3:2      |
| Fr, 03.10.08 | Austria Lustenau – SKN St. Pölten          | 1:3      |
| Fr, 03.10.08 | Red Bull Salzburg A. – Austria Wien A.     | 3:4      |
| Sa, 04.10.08 | Trenkwalder Admira – Magna Wiener Neustadt | 1:0      |
| Fr, 03.10.08 | Wacker Innsbruck – 1. FC Vöcklabruck       | 2:1      |
| Fr, 03.10.08 | DSV Leoben – FC Lustenau                   | 3:2      |

| Pl. | Verein                       | Sp. | S | U | N | Tore    | Diff. | Punkte |
| --- | ---------------------------- | --- | - | - | - | ------- | ----- | ------ |
| 1.  | FC Wacker Innsbruck (A)      | 11  | 7 | 3 | 1 | 025:130 | +12   | 24     |
| 2.  | SKN St. Pölten (N)           | 11  | 5 | 4 | 2 | 021:130 | +8    | 19     |
| 3.  | SC Magna Wiener Neustadt     | 11  | 6 | 1 | 4 | 014:800 | +6    | 19     |
| 4.  | FC Red Bull Salzburg Juniors | 11  | 5 | 2 | 4 | 018:190 | −1    | 17     |
| 5.  | FK Austria Wien Amateure     | 11  | 5 | 2 | 4 | 015:180 | −3    | 17     |
| 6.  | FC Admira Wacker Mödling     | 11  | 5 | 1 | 5 | 017:160 | +1    | 16     |
| 7.  | FC Gratkorn                  | 11  | 4 | 2 | 5 | 015:170 | −2    | 14     |
| 8.  | DSV Leoben                   | 11  | 3 | 5 | 3 | 014:160 | −2    | 14     |
| 9.  | SV Grödig (N)                | 11  | 3 | 4 | 4 | 014:150 | −1    | 13     |
| 10. | 1. FC Vöcklabruck (N)        | 11  | 3 | 3 | 5 | 013:150 | −2    | 12     |
| 11. | FC Lustenau 07               | 11  | 2 | 3 | 6 | 012:190 | −7    | 09     |
| 12. | SC Austria Lustenau          | 11  | 2 | 2 | 7 | 011:200 | −9    | 08     |

| Datum        | 12. Runde                                | Ergebnis |
| ------------ | ---------------------------------------- | -------- |
| Fr, 17.10.08 | FC Gratkorn – FC Lustenau                | 0:0      |
| Fr, 17.10.08 | DSV Leoben – 1. FC Vöcklabruck           | 1:1      |
| Sa, 18.10.08 | Wacker Innsbruck – Magna Wiener Neustadt | 1:1      |
| Fr, 17.10.08 | Austria Wien A. – Trenkwalder Admira     | 1:1      |
| Fr, 17.10.08 | Red Bull Salzburg A. – SKN St. Pölten    | 0:4      |
| Fr, 17.10.08 | Austria Lustenau – SV Grödig             | 2:1      |

| Datum        | 13. Runde                           | Ergebnis |
| ------------ | ----------------------------------- | -------- |
| Fr, 24.10.08 | Austria Lustenau – FC Gratkorn      | 2:1      |
| Sa, 25.10.08 | SV Grödig – Red Bull Salzburg A.    | 0:0      |
| Fr, 24.10.08 | SKN St. Pölten – Trenkwalder Admira | 2:3      |
| Fr, 24.10.08 | Austria Wien A. – Wacker Innsbruck  | 4:1      |
| Fr, 24.10.08 | Magna Wiener Neustadt – DSV Leoben  | 8:1      |
| Fr, 24.10.08 | 1. FC Vöcklabruck – FC Lustenau     | 1:0      |

| Datum        | 14. Runde                           | Ergebnis |
| ------------ | ----------------------------------- | -------- |
| Fr, 31.10.08 | FC Gratkorn – 1. FC Vöcklabruck     | 2:1      |
| Sa, 01.11.08 | FC Lustenau – Magna Wiener Neustadt | 1:1      |
| Fr, 31.10.08 | DSV Leoben – Austria Wien A.        | 0:1      |
| Fr, 31.10.08 | Wacker Innsbruck – SKN St. Pölten   | 0:1      |
| Fr, 31.10.08 | Trenkwalder Admira – SV Grödig      | 3:0      |
| Fr, 31.10.08 | RB Salzburg A. – Austria Lustenau   | 1:0      |

| Datum        | 15. Runde                                 | Ergebnis |
| ------------ | ----------------------------------------- | -------- |
| Fr, 07.11.08 | Red Bull Salzburg A. – FC Gratkorn        | 1:3      |
| Fr, 07.11.08 | Austria Lustenau – Trenkwalder Admira     | 0:1      |
| Sa, 08.11.08 | SV Grödig – Wacker Innsbruck              | 2:1      |
| Fr, 07.11.08 | SKN St. Pölten – DSV Leoben               | 3:0      |
| Fr, 07.11.08 | Austria Wien A. – FC Lustenau             | 1:0      |
| Fr, 07.11.08 | Magna Wiener Neustadt – 1. FC Vöcklabruck | 2:1      |

| Datum        | 16. Runde                              | Ergebnis |
| ------------ | -------------------------------------- | -------- |
| Di, 11.11.08 | FC Gratkorn – Magna Wiener Neustadt    | 1:3      |
| Di, 11.11.08 | 1. FC Vöcklabruck – Austria Wien A.    | 1:0      |
| Di, 11.11.08 | FC Lustenau – SKN St. Pölten           | 2:0      |
| Di, 11.11.08 | DSV Leoben – SV Grödig                 | 2:0      |
| Di, 11.11.08 | Wacker Innsbruck – Austria Lustenau    | 2:4      |
| Di, 11.11.08 | Trenkwalder Admira – Red Bull Salzburg | 3:0      |

| Datum        | 17. Runde                               | Ergebnis |
| ------------ | --------------------------------------- | -------- |
| Fr, 14.11.08 | Trenkwalder Admira – FC Gratkorn        | 2:0      |
| Fr, 14.11.08 | Red Bull Salzburg – Wacker Innsbruck    | 2:2      |
| Fr, 14.11.08 | Austria Lustenau – DSV Leoben           | 2:1      |
| Fr, 14.11.08 | SV Grödig – Austria Lustenau            | 1:1      |
| Fr, 14.11.08 | SKN St. Pölten – 1. FC Vöcklabruck      | 1:1      |
| Sa, 15.11.08 | Austria Wien A. – Magna Wiener Neustadt | 1:2      |

| Datum        | 18. Runde                              | Ergebnis |
| ------------ | -------------------------------------- | -------- |
| Fr, 21.11.08 | FC Gratkorn – Austria Wien A.          | 2:0      |
| Fr, 21.11.08 | Magna Wiener Neustadt – SKN St. Pölten | 3:1      |
| Fr, 21.11.08 | 1. FC Vöcklabruck – SV Grödig          | 0:2      |
| Fr, 21.11.08 | FC Lustenau – Austria Lustenau         | 1:0      |
| Fr, 21.11.08 | DSV Leoben – Red Bull Salzburg         | 1:0      |
| Sa, 22.11.08 | Wacker Innsbruck – Trenkwalder Admira  | 2:2      |

| Datum        | 19. Runde                            | Ergebnis |
| ------------ | ------------------------------------ | -------- |
| Fr, 28.11.08 | Wacker Innsbruck – FC Gratkorn       | 2:0      |
| Fr, 28.11.08 | Trenkwalder Admira – DSV Leoben      | 0:0      |
| Fr, 28.11.08 | Red Bull Salzburg – FC Lustenau      | 0:0      |
| Fr, 28.11.08 | Austria Lustenau – 1. FC Vöcklabruck | 1:1      |
| Fr, 28.11.08 | SV Grödig – Magna Wiener Neustadt    | 1:1      |
| Sa, 29.11.08 | SKN St. Pölten – Austria Lustenau    | 2:1      |

| Datum        | 20. Runde                                | Ergebnis |
| ------------ | ---------------------------------------- | -------- |
| Fr, 06.03.09 | FC Gratkorn – SKN St. Pölten             | 2:1      |
| Fr, 06.03.09 | Austria Wien A. – SV Grödig              | 3:2      |
| Sa, 07.03.09 | Magna Wiener Neustadt – Austria Lustenau | 4:2      |
| Fr, 06.03.09 | 1. FC Vöcklabruck – Red Bull Salzburg A. | 4:1      |
| Fr, 06.03.09 | FC Lustenau – Trenkwalder Admira         | 0:1      |
| Fr, 06.03.09 | DSV Leoben – Wacker Innsbruck            | 1:2      |

| Datum        | 21. Runde                                    | Ergebnis |
| ------------ | -------------------------------------------- | -------- |
| Fr, 13.03.09 | FC Gratkorn – DSV Leoben                     | 1:1      |
| Sa, 14.03.09 | Wacker Innsbruck – FC Lustenau               | 3:0      |
| Fr, 13.03.09 | Trenkwalder Admira – 1. FC Vöcklabruck       | 3:0      |
| Fr, 13.03.09 | Red Bull Salzburg A. – Magna Wiener Neustadt | 0:2      |
| Fr, 13.03.09 | Austria Lustenau – Austria Wien A.           | 2:1      |
| Fr, 13.03.09 | SV Grödig – SKN St. Pölten                   | 3:0      |

| Datum        | 22. Runde                                  | Ergebnis |
| ------------ | ------------------------------------------ | -------- |
| Di, 17.03.09 | FC Gratkorn – SV Grödig                    | 0:0      |
| Di, 17.03.09 | SKN St. Pölten – Austria Lustenau          | 1:0      |
| Di, 17.03.09 | Austria Wien A. – Red Bull Salzburg A.     | 0:1      |
| Di, 17.03.09 | Magna Wiener Neustadt – Trenkwalder Admira | 0:0      |
| Di, 17.03.09 | 1. FC Vöcklabruck – Wacker Innsbruck       | 0:1      |
| Di, 17.03.09 | FC Lustenau – DSV Leoben                   | 0:1      |

| Pl. | Verein                       | Sp. | S | U | N | Tore    | Diff. | Punkte |
| --- | ---------------------------- | --- | - | - | - | ------- | ----- | ------ |
| 1.  | SC Magna Wiener Neustadt     | 11  | 7 | 4 | 0 | 027:100 | +17   | 25     |
| 2.  | FC Admira Wacker Mödling     | 11  | 7 | 4 | 0 | 019:500 | +14   | 25     |
| 3.  | SKN St. Pölten (N)           | 11  | 5 | 1 | 5 | 016:150 | +1    | 16     |
| 4.  | SC Austria Lustenau          | 11  | 5 | 1 | 5 | 015:150 | ±0    | 16     |
| 5.  | FC Wacker Innsbruck (A)      | 11  | 4 | 3 | 4 | 017:170 | ±0    | 15     |
| 6.  | FC Gratkorn                  | 11  | 4 | 3 | 4 | 012:130 | −1    | 15     |
| 7.  | FK Austria Wien Amateure     | 11  | 4 | 1 | 6 | 014:150 | −1    | 13     |
| 8.  | SV Grödig (N)                | 11  | 4 | 1 | 6 | 012:130 | −1    | 13     |
| 9.  | 1. FC Vöcklabruck (N)        | 11  | 3 | 3 | 5 | 011:140 | −3    | 12     |
| 10. | DSV Leoben                   | 11  | 3 | 3 | 5 | 009:180 | −9    | 12     |
| 11. | FC Lustenau 07               | 11  | 2 | 4 | 5 | 005:900 | −4    | 10     |
| 12. | FC Red Bull Salzburg Juniors | 11  | 2 | 3 | 6 | 006:190 | −13   | 09     |

| Datum        | 23. Runde                                | Ergebnis |
| ------------ | ---------------------------------------- | -------- |
| Sa, 22.03.09 | Austria Lustenau – Magna Wiener Neustadt | 0:1      |
| Fr, 21.03.09 | Wacker Innsbruck – SKN St. Pölten        | 3:0      |
| Fr, 21.03.09 | DSV Leoben – FC Gratkorn                 | 1:3      |
| Fr, 21.03.09 | Austria Wien A. – Trenkwalder Admira     | 1:2      |
| Fr, 21.03.09 | Red Bull Salzburg A. – SV Grödig         | 3:0      |
| Fr, 21.03.09 | FC Lustenau – 1. FC Vöcklabruck          | 2:2      |

| Datum        | 24. Runde                                 | Ergebnis |
| ------------ | ----------------------------------------- | -------- |
| Fr, 03.04.09 | Magna Wiener Neustadt – 1. FC Vöcklabruck | 2:0      |
| Fr, 03.04.09 | SV Grödig – FC Lustenau                   | 1:3      |
| Sa, 04.04.09 | Trenkwalder Admira – Red Bull Salzburg A. | 2:1      |
| Fr, 03.04.09 | DSV Leoben – Austria Wien A.              | 2:1      |
| Fr, 03.04.09 | SKN St. Pölten – FC Gratkorn              | 0:0      |
| Fr, 03.04.09 | Austria Lustenau – Wacker Innsbruck       | 2:2      |

| Datum        | 25. Runde                                | Ergebnis |
| ------------ | ---------------------------------------- | -------- |
| Sa, 11.04.09 | Wacker Innsbruck – Magna Wiener Neustadt | 1:3      |
| Fr, 10.04.09 | FC Gratkorn – Austria Lustenau           | 1:7      |
| Fr, 10.04.09 | Austria Wien A. – SKN St. Pölten         | 1:1      |
| Fr, 10.04.09 | Red Bull Salzburg A. – DSV Leoben        | 4:0      |
| Fr, 10.04.09 | FC Lustenau – Trenkwalder Admira         | 3:0      |
| Fr, 10.04.09 | 1. FC Vöcklabruck – SV Grödig            | 2:3      |

| Datum        | 26. Runde                              | Ergebnis |
| ------------ | -------------------------------------- | -------- |
| Fr, 17.04.09 | Magna Wiener Neustadt – SV Grödig      | 3:0      |
| Fr, 17.04.09 | Trenkwalder Admira – 1. FC Vöcklabruck | 3:1      |
| Fr, 17.04.09 | DSV Leoben – FC Lustenau               | 1:2      |
| Sa, 18.04.09 | SKN St. Pölten – Red Bull Salzburg     | 3:1      |
| Fr, 17.04.09 | Austria Lustenau – Austria Wien A.     | 2:1      |
| Fr, 17.04.09 | Wacker Innsbruck – FC Gratkorn         | 4:1      |

| Datum        | 27. Runde                            | Ergebnis |
| ------------ | ------------------------------------ | -------- |
| Sa, 25.04.09 | FC Gratkorn – Magna Wiener Neustadt  | 1:0      |
| Fr, 24.04.09 | Austria Wien A. – Wacker Innsbruck   | 0:1      |
| Fr, 24.04.09 | Red Bull Salzburg – Austria Lustenau | 1:4      |
| Fr, 24.04.09 | FC Lustenau – SKN St. Pölten         | 2:0      |
| Fr, 24.04.09 | 1. FC Vöcklabruck – DSV Leoben       | 1:0      |
| Fr, 24.04.09 | SV Grödig – Trenkwalder Admira       | 1:4      |

| Datum        | 28. Runde                                  | Ergebnis |
| ------------ | ------------------------------------------ | -------- |
| Sa, 02.05.09 | Magna Wiener Neustadt – Trenkwalder Admira | 1:1      |
| Fr, 01.05.09 | DSV Leoben – SV Grödig                     | 0:1      |
| Fr, 01.05.09 | SKN St. Pölten – 1. FC Vöcklabruck         | 5:1      |
| Fr, 01.05.09 | Austria Lustenau – FC Lustenau             | 2:1      |
| Fr, 01.05.09 | Wacker Innsbruck – Red Bull Salzburg A.    | 0:1      |
| Fr, 01.05.09 | FC Gratkorn – Austria Wien A.              | 1:4      |

| Datum        | 29. Runde                               | Ergebnis |
| ------------ | --------------------------------------- | -------- |
| Fr, 08.05.09 | Austria Wien A. – Magna Wiener Neustadt | 3:1      |
| Fr, 08.05.09 | Red Bull Salzburg A. – FC Gratkorn      | 2:1      |
| Fr, 08.05.09 | FC Lustenau – Wacker Innsbruck          | 1:1      |
| Sa, 09.05.09 | 1. FC Vöcklabruck – Austria Lustenau    | 2:2      |
| Fr, 08.05.09 | SV Grödig – SKN St. Pölten              | 2:0      |
| Fr, 08.05.09 | Trenkwalder Admira – DSV Leoben         | 2:0      |

| Datum        | 30. Runde                              | Ergebnis |
| ------------ | -------------------------------------- | -------- |
| Di, 12.05.09 | Magna Wiener Neustadt – DSV Leoben     | 2:1      |
| Di, 12.05.09 | SKN St. Pölten – Trenkwalder Admira    | 2:1      |
| Di, 12.05.09 | Austria Lustenau – SV Grödig           | 2:1      |
| Di, 12.05.09 | Wacker Innsbruck – 1. FC Vöcklabruck   | 4:3      |
| Di, 12.05.09 | FC Gratkorn – FC Lustenau              | 0:3      |
| Di, 12.05.09 | Austria Wien A. – Red Bull Salzburg A. | 1:1      |

| Datum        | 31. Runde                                    | Ergebnis |
| ------------ | -------------------------------------------- | -------- |
| Sa, 16.05.09 | Red Bull Salzburg A. – Magna Wiener Neustadt | 0:5      |
| Fr, 15.05.09 | FC Lustenau – Austria Wien A.                | 0:0      |
| Fr, 15.05.09 | 1. FC Vöcklabruck – FC Gratkorn              | 2:2      |
| Fr, 15.05.09 | SV Grödig – Wacker Innsbruck                 | 2:3      |
| Fr, 15.05.09 | Trenkwalder Admira – Austria Lustenau        | 1:2      |
| Fr, 15.05.09 | DSV Leoben – SKN St. Pölten                  | 2:1      |

| Datum        | 32. Runde                              | Ergebnis |
| ------------ | -------------------------------------- | -------- |
| Di, 19.05.09 | Magna Wiener Neustadt – SKN St. Pölten | 4:1      |
| Di, 19.05.09 | Austria Lustenau – DSV Leoben          | 2: 0     |
| Di, 19.05.09 | Wacker Innsbruck – Trenkwalder Admira  | 2:1      |
| Di, 19.05.09 | FC Gratkorn – SV Grödig                | 1:0      |
| Di, 19.05.09 | Austria Wien A. – 1. FC Vöcklabruck    | 1:0      |
| Di, 19.05.09 | Red Bull Salzburg A. – FC Lustenau     | 0:0      |

| Datum        | 33. Runde                                | Ergebnis |
| ------------ | ---------------------------------------- | -------- |
| Fr, 29.05.09 | FC Lustenau – Magna Wiener Neustadt      | 0:2      |
| Fr, 29.05.09 | 1. FC Vöcklabruck – Red Bull Salzburg A. | 2:3      |
| Fr, 29.05.09 | SV Grödig – Austria Wien A.              | 0:3      |
| Fr, 29.05.09 | Trenkwalder Admira – FC Gratkorn         | 2:1      |
| Fr, 29.05.09 | DSV Leoben – Wacker Innsbruck            | 0:2      |
| Fr, 29.05.09 | SKN St. Pölten – Austria Lustenau        | 1:1      |

| Pl. | Verein                       | Sp. | S | U | N | Tore    | Diff. | Punkte |
| --- | ---------------------------- | --- | - | - | - | ------- | ----- | ------ |
| 1.  | SC Magna Wiener Neustadt     | 11  | 8 | 1 | 2 | 024:800 | +16   | 25     |
| 2.  | SC Austria Lustenau          | 11  | 7 | 3 | 1 | 026:120 | +14   | 24     |
| 3.  | FC Wacker Innsbruck (A)      | 11  | 7 | 2 | 2 | 023:140 | +9    | 23     |
| 4.  | FC Lustenau 07               | 11  | 5 | 4 | 2 | 017:900 | +8    | 19     |
| 5.  | FC Admira Wacker Mödling     | 11  | 6 | 1 | 4 | 019:150 | +4    | 19     |
| 6.  | FC Red Bull Salzburg Juniors | 11  | 5 | 2 | 4 | 017:180 | −1    | 17     |
| 7.  | FK Austria Wien Amateure     | 11  | 4 | 3 | 4 | 016:110 | +5    | 15     |
| 8.  | SKN St. Pölten (N)           | 11  | 3 | 3 | 5 | 014:180 | −4    | 12     |
| 9.  | FC Gratkorn                  | 11  | 3 | 2 | 6 | 012:250 | −13   | 11     |
| 10. | SV Grödig (N)                | 11  | 3 | 0 | 8 | 013:220 | −9    | 09     |
| 11. | 1. FC Vöcklabruck (N)        | 11  | 1 | 3 | 7 | 016:270 | −11   | 06     |
| 12. | DSV Leoben                   | 11  | 2 | 0 | 9 | 007:210 | −14   | 06     |

### Torschützentabelle
| Rang | Tore (Elfm.) | Name                  | Land                    | Verein                                           |
| ---- | ------------ | --------------------- | ----------------------- | ------------------------------------------------ |
| 01   | 20 (6)       | Diego Viana           | Brasilien               | SV Grödig                                        |
| 02   | 18 (4)       | Michael Wojtanowicz   | Österreich              | SKN St. Pölten                                   |
| 03   | 16 (4)       | Mirnel Sadović        | Bosnien und Herzegowina | SKN St. Pölten (12) SC Magna Wiener Neustadt (4) |
| 04   | 15 (2)       | Hannes Aigner         | Österreich              | SC Magna Wiener Neustadt                         |
|      | 15 00        | Günter Friesenbichler | Österreich              | FC Admira Wacker Mödling                         |
|      | 15 (3)       | Fabiano               | Brasilien               | FC Wacker Innsbruck                              |
| 07   | 12 00        | Marko Vujić           | Österreich              | Red Bull Juniors                                 |
| 08   | 10 00        | Rade Đokić            | Bosnien und Herzegowina | 1. FC Vöcklabruck                                |
|      | 10 00        | Sanel Kuljić          | Österreich              | SC Magna Wiener Neustadt                         |
|      | 10 (1)       | Marcel Schreter       | Österreich              | FC Wacker Innsbruck                              |
|      | 10 00        | Markus Unterrainer    | Österreich              | FC Wacker Innsbruck                              |

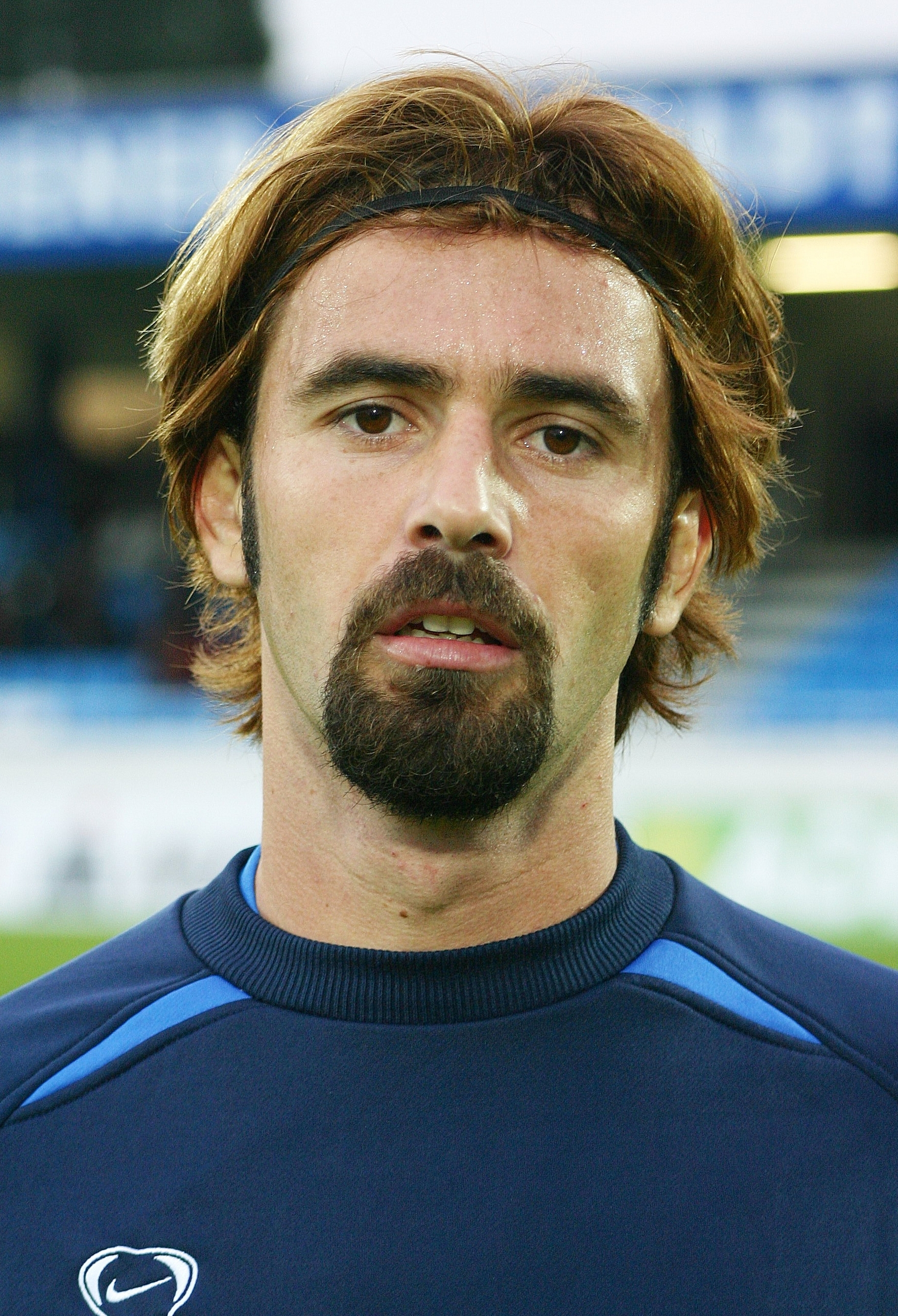
Torschützenkönig Diego Viana (SV Grödig)
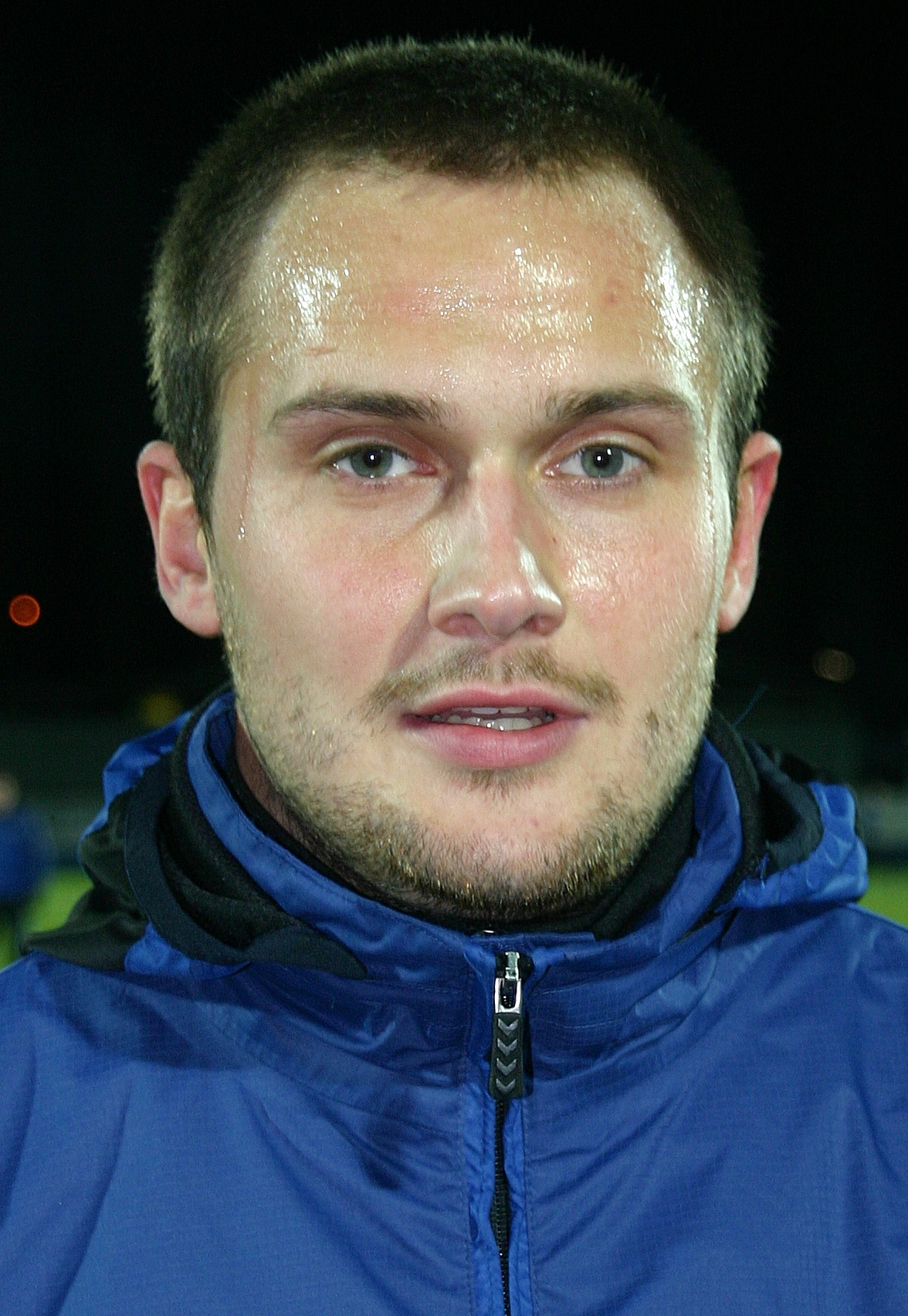
Michael Wojtanowicz (SKN St. Pölten)
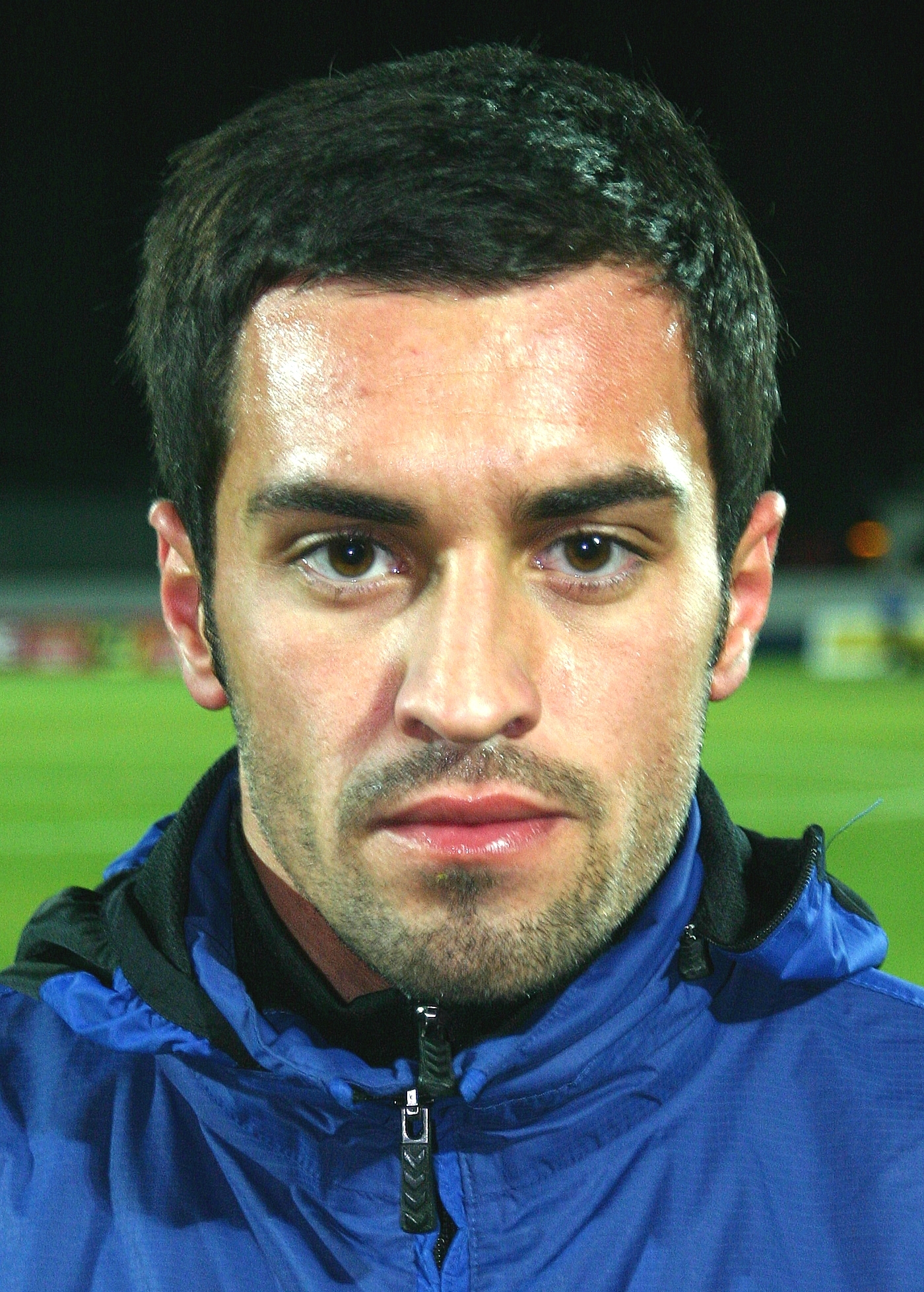
Mirnel Sadović (SKN St. Pölten / SC Magna Wiener Neustadt)
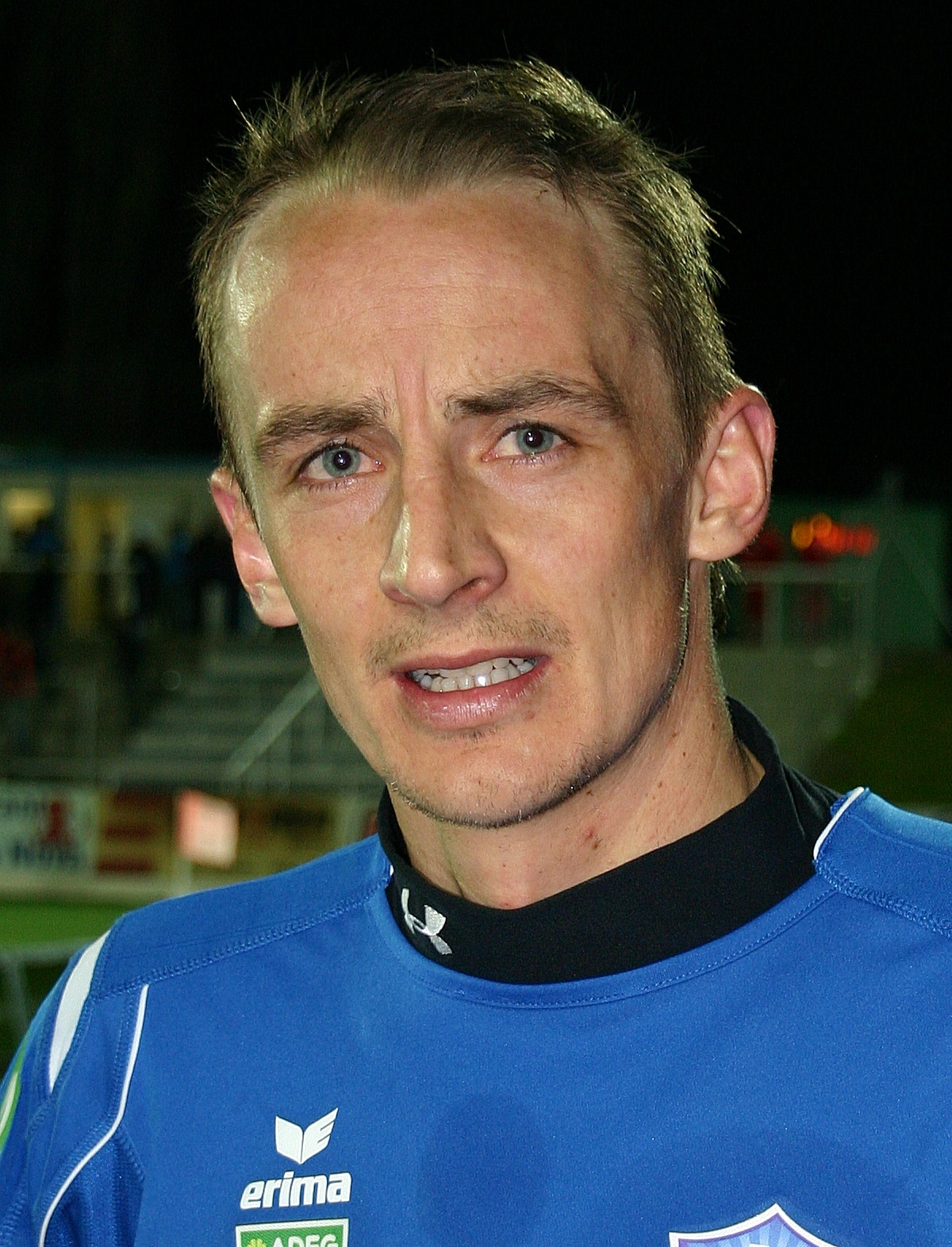
Hannes Aigner (SC Magna Wiener Neustadt)
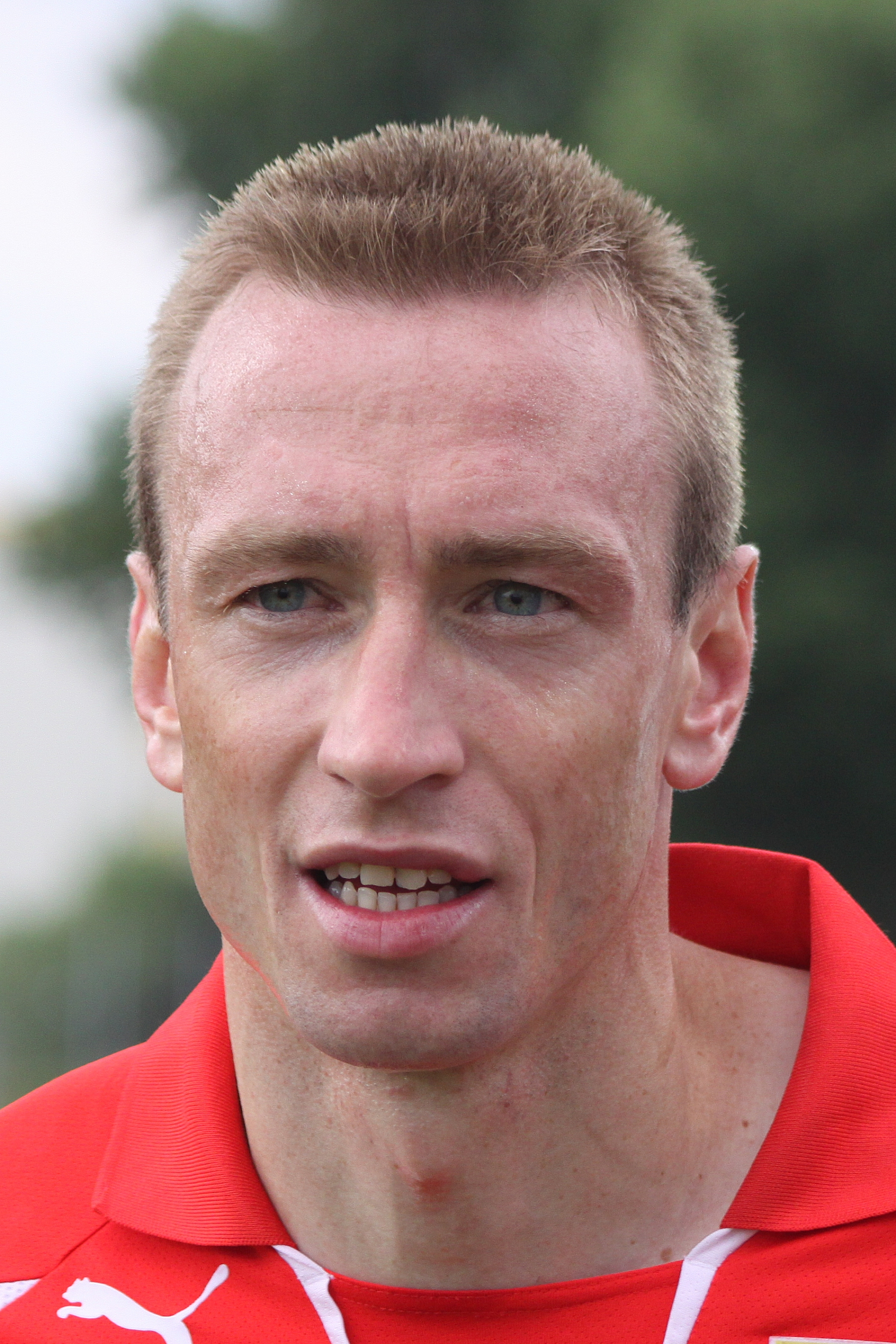
Günter Friesenbichler (FC Admira Wacker Mödling)

### Stadien und Zuschauer
In der heurigen Saison wurde gegenüber dem letzten Spieljahr mit insgesamt 295.109 Besuchern (Schnitt 1.490 pro Spiel) ein Zuschaueranstieg von 62,2 Prozent errungen. An der Spitze der Tabelle steht Wacker Innsbruck mit einem Durchschnitt von 4.523 Zusehern pro Spiel. Hingegen sind die Amateure der Austria Wien mit nur 284 Besuchern pro Spiel von den anderen Vereinen weit abgeschlagen. Den größten Zuwachs verzeichneten die ehemaligen Schwanenstädter, die nunmehr in Wiener Neustadt spielten, mit 396,5 Prozent.
| Stadt            | Einwohner | Verein                | Stadion                   | Kapazität | Gesamt | Schnitt | ± zu 2008    |
| ---------------- | --------- | --------------------- | ------------------------- | --------- | ------ | ------- | ------------ |
| Innsbruck        | 0.119.250 | Wacker Innsbruck      | Tivoli-Neu                | 17.400    | 76.898 | 4.523   | Bundesliga   |
| Lustenau         | 0.020.843 | Austria Lustenau      | Reichshofstadion          | 11.000    | 53.323 | 3.137   | +002,4 %     |
| Wiener Neustadt  | 0.040.533 | Magna Wiener Neustadt | Wiener Neustädter Stadion | 03.000    | 41.505 | 2.594   | +396,5 %     |
| Maria Enzersdorf | 0.008.752 | Trenkwalder Admira    | Bundesstadion Südstadt    | 12.000    | 28.232 | 1.762   | +057,8 %     |
| St. Pölten       | 0.051.530 | SNKV St. Pölten       | Voithplatz                | 08.000    | 26.964 | 1.685   | Regionalliga |
| Lustenau         | 0.020.843 | FC Lustenau           | Reichshofstadion          | 11.000    | 20.409 | 1.201   | +036,6 %     |
| Vöcklabruck      | 0.011.896 | 1. FC Vöcklabruck     | Voralpenstadion           | 04.400    | 11.229 | 0.702   | Regionalliga |
| Salzburg         | 0.149.470 | Red Bull Salzburg A.  | Red Bull Arena            | 31.063    | 08.218 | 0.483   | +002,2 %     |
| Leoben           | 0.024.999 | DSV Leoben            | Stadion Donawitz          | 06.000    | 07.907 | 0.494   | -045,6 %     |
| Gratkorn         | 0.007.316 | FC Gratkorn           | Sportstadion Gratkorn     | 02.500    | 07.471 | 0.439   | -030,8 %     |
| Grödig           | 0.006.877 | SV Grödig             | Untersberg-Arena          | 02.500    | 07.193 | 0.450   | Regionalliga |
| Wien             | 1.691.468 | Austria Wien A.       | Franz-Horr-Stadion        | 12.500    | 04.826 | 0.284   | -028,2 %     |

### Die Meistermannschaft des SC Magna Wiener Neustadt
Stand nach Meisterschaftsende
|  | - Torhüter: Sašo Fornezzi (28 Spiele), Manfred Razenböck (4), Udo Siebenhandl (1) - Verteidiger: Daniel Dunst (31), Petr Johana (30), Georg Margreitter (30), Mario Reiter (28), Wolfgang Klapf (27), Taner Ari (11), Tomislav Micanovic (3) - Mittelfeldspieler: Václav Koloušek (27), Guido Burgstaller (26), Sebastián Martínez (23), Michael Stanislaw (22), Alexander Hauser (18), Tomáš Šimkovič (18), Alexander Grünwald (13), Partick Wolf (13), Harun Erbek (5), Yüksel Sariyar (5), Manuel Hartl (4) - Stürmer: Hannes Aigner (23), Sanel Kuljić (23), Mensur Kurtiši (20), Gerald Krajic (17), Mirnel Sadović (10), Thomas Helly (1), Matt Luzunaris (1) - Sportliche Leitung: Helmut Kraft (Trainer), Manfred Schmid und Klaus Schmidt (Co-Trainer), Günter Kreissl (Tormanntrainer), Hannes Gasselseder (Konditionstrainer) und Gernot Knapp-Felver (Mental-Betreuer) |

## Dritte Leistungsstufe – Regionalligen

### Modus
Die Regionalligen, die die dritthöchsten Spielklassen darstellen, unterteilen sich je nach Bundesländern auf Ost, West und Mitte auf. Zu der Regionalliga Ost gehören die Bundesländer Burgenland, Niederösterreich und Wien, zur Regionalliga Mitte die Landesverbände Oberösterreich, Kärnten und Steiermark, zur Regionalliga West die Bundesländer Tirol, Salzburg und Vorarlberg. In diesen drei Ligen wurden um je einen direkten Aufstiegsplatz in die Erste Liga gespielt, vorausgesetzt einer Lizenzerteilung durch den Senat 5 der Bundesliga. Wäre einem Verein die Lizenz aus wirtschaftlichen Gründen verweigert worden, wäre der Bestplatzierte der vermeintlichen Absteiger in der höherrangigen Liga verblieben, da dem Vizemeister einer Regionalliga kein Aufstiegsrecht zukommt. In der Regionalliga Ost sicherte sich der Traditionsverein First Vienna FC 1894 den Meistertitel und kehrt damit nach acht Jahren wieder in die zweithöchste Spielklasse zurück. In der Regionalliga Mitte kam es zur Meisterentscheidung im allerletzten Spiel in einem Fernduell, das letztlich der TSV Hartberg gegenüber dem Grazer AK dank der schlussendlich um zwei Treffer besseren Tordifferenz für sich entschied. Die Hartberger kehren damit zwei Jahre nach ihrem Abstieg aus der Ersten Liga wieder dorthin zurück. In der Regionalliga West ging der Meistertitel an den FC Dornbirn 1913, der damit nach dem 1989 erfolgten Abstieg in tiefere Regionen wieder der zweithöchsten Liga angehört.
Die Zahl der Absteiger beträgt pro Regionalliga grundsätzlich drei. Diese kann sich jedoch dann verändern, wenn einerseits der Meister nicht in die Erste Liga aufsteigt oder wenn die Abstiegsränge durch die Klasseneinteilung der Absteiger beeinflusst wird. In jedem Fall muss jedoch immer der Letztplatzierte die Liga verlassen. Dies traf in der Regionalliga Ost und Mitte zu, da aus der Ersten Liga zwei Vereine in die Regionalliga Mitte und keiner in die Regionalliga Ost absteigen musste. Somit gab es in der Regionalliga Ost nur zwei Abstiegsplätze, in der Regionalliga Mitte dafür vier.

### Regionalliga Ost

#### Abschlusstabelle
| Pl. | Verein                    | Sp. | S  | U  | N  | Tore    | Diff. | Punkte |
| --- | ------------------------- | --- | -- | -- | -- | ------- | ----- | ------ |
| 1.  | First Vienna FC 1894      | 30  | 18 | 9  | 3  | 060:270 | +33   | 63     |
| 2.  | SV Horn (C)               | 30  | 17 | 9  | 4  | 051:260 | +25   | 60     |
| 3.  | SC-ESV Parndorf 1919 (A)  | 30  | 17 | 5  | 8  | 049:230 | +26   | 56     |
| 4.  | Wiener Sportklub          | 30  | 15 | 9  | 6  | 053:420 | +11   | 54     |
| 5.  | FC Waidhofen/Ybbs         | 30  | 15 | 8  | 7  | 040:320 | +8    | 53     |
| 6.  | SK Rapid Wien Amateure    | 30  | 14 | 7  | 9  | 054:400 | +14   | 49     |
| 7.  | SV Wienerberg             | 30  | 12 | 7  | 11 | 045:470 | −2    | 43     |
| 8.  | FC Admira Wacker Amateure | 30  | 12 | 5  | 13 | 051:470 | +4    | 41     |
| 9.  | FAC Team für Wien         | 30  | 12 | 5  | 13 | 044:420 | +2    | 41     |
| 10. | SV Mattersburg Amateure   | 30  | 11 | 5  | 14 | 059:530 | +6    | 38     |
| 11. | SC Zwettl                 | 30  | 8  | 7  | 15 | 036:620 | −26   | 31     |
| 12. | SV Würmla                 | 30  | 8  | 5  | 17 | 041:580 | −17   | 29     |
| 13. | SC Ostbahn XI (N)         | 30  | 6  | 9  | 15 | 040:710 | −31   | 27     |
| 14. | SC Neusiedl am See 1      | 30  | 5  | 12 | 13 | 037:500 | −13   | 27     |
| 15. | SKU Amstetten (N)         | 30  | 6  | 8  | 16 | 044:610 | −17   | 26     |
| 16. | SV Stegersbach (N)        | 30  | 8  | 2  | 20 | 043:650 | −22   | 26     |

Da in dieser Saison aus der Ersten Liga kein Verein in die Regionalliga Ost abstieg, mussten aus dieser nur zwei Vereine absteigen.
| (C) | ÖFB-Amateur-Cup-Sieger 2007/08   |
| (A) | Absteiger der Saison 2007/08     |
| (N) | Neuaufsteiger der Saison 2007/08 |

#### Torschützentabelle
- 26 Tore: Osman Bozkurt (Vienna)
- 20 Tore: Goran Aleksić (Horn), Ronald Spuller (Mattersburg Amateure)
- 16 Tore: Juraj Skripec (Neusiedl am See)
- 15 Tore: Thomas Zemann (Waidhofen/Ybbs)
- 14 Tore: Jailson Severiano Alves (Parndorf), Klaus Strobl (Stegersbach)
- 12 Tore: Roman Koller (Admira Wacker Amateure)
- 11 Tore: Andreas Fading (Vienna), Thomas Helly (Wienerberg), Matthias Lindner (Mattersburg Amateure), Michael Pittnauer (Parndorf), Vadim Slavov (Ostbahn XI)
- 10 Tore: Ingomar Szabo (Wiener Sportklub), Christopher Trimmel (Rapid Wien Amateure)

#### Aufsteiger aus den Landesligen
- Wiener Stadtliga: SV Schwechat
- Landesliga Niederösterreich: SV Gaflenz
- Burgenlandliga: ASK Baumgarten

### Regionalliga Mitte

#### Abschlusstabelle
| Pl. | Verein                 | Sp. | S  | U  | N  | Tore    | Diff. | Punkte |
| --- | ---------------------- | --- | -- | -- | -- | ------- | ----- | ------ |
| 1.  | TSV Hartberg           | 30  | 20 | 4  | 6  | 063:250 | +38   | 64     |
| 2.  | GAK                    | 30  | 19 | 7  | 4  | 068:320 | +36   | 64     |
| 3.  | SK Sturm Graz Amateure | 30  | 17 | 5  | 8  | 052:320 | +20   | 56     |
| 4.  | ASK Voitsberg (N)      | 30  | 15 | 9  | 6  | 065:370 | +28   | 54     |
| 5.  | SK St. Andrä           | 30  | 16 | 6  | 8  | 041:300 | +11   | 54     |
| 6.  | FC Wels                | 30  | 13 | 8  | 9  | 062:510 | +11   | 47     |
| 7.  | FC Blau-Weiß Linz (N)  | 30  | 11 | 10 | 9  | 050:350 | +15   | 43     |
| 8.  | Union St. Florian      | 30  | 12 | 4  | 14 | 049:410 | +8    | 40     |
| 9.  | SAK Klagenfurt         | 30  | 9  | 11 | 10 | 046:460 | ±0    | 38     |
| 10. | SV Allerheiligen       | 30  | 10 | 8  | 12 | 038:380 | ±0    | 38     |
| 11. | SC Weiz                | 30  | 8  | 10 | 12 | 048:520 | −4    | 34     |
| 12. | FC St. Veit (N)        | 30  | 7  | 9  | 14 | 043:620 | −19   | 30     |
| 13. | SV Bad Aussee          | 30  | 7  | 7  | 16 | 029:660 | −37   | 28     |
| 14. | SV Feldkirchen         | 30  | 6  | 9  | 15 | 039:660 | −27   | 27     |
| 15. | FC Kärnten 1 (A)       | 30  | 6  | 5  | 19 | 022:700 | −48   | 23     |
| 16. | SV Spittal/Drau        | 30  | 3  | 10 | 17 | 031:630 | −32   | 19     |

| (A) | Absteiger der Saison 2007/08     |
| (N) | Neuaufsteiger der Saison 2007/08 |

Da in dieser Saison aus der Ersten Liga zwei Vereine in die Regionalliga Mitte abstiegen, musste ein vierter Verein in eine der jeweiligen Landesligen absteigen. Zunächst war dies der SV Bad Aussee, der einen Abstiegsplatz belegte. Nachdem aber der Erste Liga-Absteiger 1. FC Vöcklabruck bekannt gab in der 2. Klasse neu zu starten ersetzten die Bad Ausseer die Oberösterreicher.
Nachdem der FC Kärnten im Dezember 2008 wegen Überschuldung in Höhe von 5,8 Millionen Euro den Konkurs anmelden musste, musste im Februar 2009 der Spielbetrieb eingestellt werden. Aus diesem Grund wurden alle noch nicht ausgetragenen Spiele des FC Kärnten mit 3:0 für den jeweiligen Gegner gewertet.

#### Torschützentabelle
- 20 Tore: Robert Lenz (FC Wels)
- 14 Tore: Harald Feichter (Allerheiligen), Patrick Hierzer (Voitsberg), David Witteveen (St. Andrä im Lavanttal)
- 13 Tore: Dario Jelcic (BW Linz), Mathias Roidinger (FC Wels), Grega Triplat (SAK)
- 12 Tore: Auron Miloti (SV Feldkirchen), Stefan Spanninger (TSV Hartberg), Robert Statthaler (Voitsberg)
- 11 Tore: Herbert Rauter (Grazer AK)
- 10 Tore: Patrick Bürger (TSV Hartberg), Mihret Topčagić (FC Kärnten)

#### Aufsteiger aus den Landesligen
- Kärnten: SC St. Stefan
- Oberösterreich: FC Pasching
- Steiermark: SVL Flavia Solva

### Regionalliga West

#### Abschlusstabelle
| Pl. | Verein                       | Sp. | S  | U  | N  | Tore    | Diff. | Punkte |
| --- | ---------------------------- | --- | -- | -- | -- | ------- | ----- | ------ |
| 1.  | FC Dornbirn 1913             | 30  | 19 | 6  | 5  | 062:250 | +37   | 63     |
| 2.  | WSG Wattens                  | 30  | 16 | 10 | 4  | 085:390 | +46   | 58     |
| 3.  | USK Anif                     | 30  | 17 | 7  | 6  | 052:290 | +23   | 58     |
| 4.  | FC Hard                      | 30  | 16 | 8  | 6  | 077:350 | +42   | 56     |
| 5.  | SC Bregenz                   | 30  | 16 | 5  | 9  | 077:460 | +31   | 53     |
| 6.  | FC Kufstein                  | 30  | 13 | 10 | 7  | 066:460 | +20   | 49     |
| 7.  | SVG Reichenau                | 30  | 13 | 5  | 12 | 063:550 | +8    | 44     |
| 8.  | SPG Axams/Götzens            | 30  | 13 | 4  | 13 | 062:610 | +1    | 43     |
| 9.  | TSV St. Johann im Pongau (N) | 30  | 12 | 5  | 13 | 043:410 | +2    | 41     |
| 10. | VfB Hohenems (N)             | 30  | 11 | 8  | 11 | 048:480 | ±0    | 41     |
| 11. | SV Seekirchen 1945           | 30  | 11 | 4  | 15 | 049:530 | −4    | 37     |
| 12. | SC Schwaz (N)                | 30  | 11 | 4  | 15 | 042:500 | −8    | 37     |
| 13. | FC Blau-Weiß Feldkirch       | 30  | 9  | 6  | 15 | 036:560 | −20   | 33     |
| 14. | SV Hall                      | 30  | 10 | 2  | 18 | 036:600 | −24   | 32     |
| 15. | FC Höchst                    | 30  | 9  | 4  | 17 | 034:590 | −25   | 31     |
| 16. | FC Rot-Weiß Rankweil         | 30  | 0  | 0  | 30 | 013:142 | −129  | 0      |

| (A) | Absteiger der Saison 2007/08     |
| (N) | Neuaufsteiger der Saison 2007/08 |

#### Torschützentabelle
- 35 Tore: Armin Hobel (Wattens)
- 23 Tore: Dogan Uyar (SC Bregenz)
- 22 Tore: Mathias Mayer (FC Dornbirn)
- 20 Tore: Herbert Sutter (Hard)
- 17 Tore: Igor Manojlović (SC Bregenz)
- 16 Tore: Tamás Tiefenbach (Hohenems)
- 15 Tore: Thomas Beck (Hard), Jasmin Celebic (SPG Axams/Götzens), Alexander Gruber (SPG Reichenau/Union), Christian Kellner (Wattens)
- 14 Tore: Elvir Karahasanovic (SPG Reichenau/Union), Mario Krimbacher (TSV St. Johann), Amir Lelic (TSV St. Johann)
- 13 Tore: Alexander Kögl (Kufstein)
- 12 Tore: Bojan Stojadinovic (SPG Axams/Götzens)
- 11 Tore: Josip Ćorić (SV Seekirchen), Samir Garci (Feldkirch), Christian Schöpf (FC Dornbirn)
- 10 Tore: Roland Kirchler (Wattens), Tobias Klein (USK Anif), Martin Krismer (Hall), Marco Mietschnig (Kufstein), Semih Yasar (Hard)

#### Aufsteiger aus den Landesligen
- 1. Salzburger Landesliga: TSV Neumarkt am Wallersee
- Tirol: FC Wacker Innsbruck Amateure
- Vorarlberg: SCR Altach Amateure